# NBA Summer League 2016
Navigation
2015 2017
La NBA Summer League 2016 se composait de trois ligues de basket-ball professionnelles organisées par la National Basketball Association (NBA) : l’Orlando Pro Summer League, l'Utah Jazz Summer League et Las Vegas Summer League.
Dix équipes ont participé à l'Orlando Pro Summer League d’une semaine au Amway Center d’Orlando, en Floride, du 2 au 8 juillet 2016. Le Magic d'Orlando (White) a remporté le championnat contre les Pistons de Detroit, 87-84 en prolongation. Arinze Onuaku a été nommé meilleur joueur.
Quatre équipes ont participé au Utah Jazz Summer League du 4 au 7 juillet 2016. Aucun tournoi éliminatoire n’a eu lieu, et aucun champion n’a été nommé, mais les Celtics de Boston avaient le meilleur bilan des quatre équipes avec 3 victoires, sans défaite.
La NBA Summer League de Las Vegas est la compétition officielle de la National Basketball Association. Elle comprend un total de 23 équipes, plus une équipe Select de la NBA Development League. Au total, 67 matchs ont été disputés du 8 au 18 juillet 2016 au Thomas & Mack Center et au Cox Pavilion, tous deux situés à Paradise, au Nevada. Les Bulls de Chicago ont remporté le championnat en battant les Timberwolves du Minnesota dans la finale, 84-82, sur un buzzer-beater de Denzel Valentine en prolongation. Tyus Jones a été nommé meilleur joueur du tournoi, avec Jerian Grant des Bulls comme meilleur joueur de la finale.

## Orlando Pro Summer League

### Équipes
- Orlando Magic White (hôte)
- Orlando Magic Blue (hôte)
- Charlotte Hornets
- Dallas Mavericks
- Detroit Pistons
- Indiana Pacers
- Los Angeles Clippers
- Miami Heat
- New York Knicks
- Oklahoma City Thunder

### Matchs

#### Jour 1
| 2 juillet | Boxscore | Oklahoma City Thunder 86, Dallas Mavericks 85       | Oklahoma City Thunder 86, Dallas Mavericks 85 | Oklahoma City Thunder 86, Dallas Mavericks 85        |  | Amway Center, Orlando, Floride Arbitres : Lauren Holtkamp-Sterling, Greg Danridge, Jacob Barnett | NBA TV |
| 2 juillet | Boxscore | Score par quart-temps : 21–24, 27–20, 17–19, 21–22  |                                               |                                                      |  | Amway Center, Orlando, Floride Arbitres : Lauren Holtkamp-Sterling, Greg Danridge, Jacob Barnett | NBA TV |
| 2 juillet | Boxscore | Cameron Payne 16 Dakari Johnson 9 Christon, Payne 4 | Points Rebonds Passes d.                      | Andre Dawkins 16 Ashley, Jefferson 11 Darius Adams 7 |  | Amway Center, Orlando, Floride Arbitres : Lauren Holtkamp-Sterling, Greg Danridge, Jacob Barnett | NBA TV |

| 2 juillet | Boxscore | Charlotte Hornets 74, Orlando Magic White 79       | Charlotte Hornets 74, Orlando Magic White 79 | Charlotte Hornets 74, Orlando Magic White 79      |  | Amway Center, Orlando, Floride Arbitres : Tyler Ricks, Nate Anderson, Tom Mauer, Mitchell Ervin | NBA TV |
| 2 juillet | Boxscore | Score par quart-temps : 16–21, 15–20, 15–21, 28–17 |                                              |                                                   |  | Amway Center, Orlando, Floride Arbitres : Tyler Ricks, Nate Anderson, Tom Mauer, Mitchell Ervin | NBA TV |
| 2 juillet | Boxscore | Deshaun Thomas 19 James Kelly 9 3 joueurs 2        | Points Rebonds Passes d.                     | Arinze Onuaku 16 Arinze Onuaku 8 Brandon Fields 4 |  | Amway Center, Orlando, Floride Arbitres : Tyler Ricks, Nate Anderson, Tom Mauer, Mitchell Ervin | NBA TV |

| 2 juillet | Boxscore | Orlando Magic Blue 66, Indiana Pacers 93           | Orlando Magic Blue 66, Indiana Pacers 93 | Orlando Magic Blue 66, Indiana Pacers 93      |  | Amway Center, Orlando, Floride Arbitres : Dedric Taylor, Nate Green, Brandon Parker | NBA TV |
| 2 juillet | Boxscore | Score par quart-temps : 20–29, 16–26, 14–20, 16–18 |                                          |                                               |  | Amway Center, Orlando, Floride Arbitres : Dedric Taylor, Nate Green, Brandon Parker | NBA TV |
| 2 juillet | Boxscore | Devyn Marble 12 Anderson, Poirier 5 Nick Johnson 8 | Points Rebonds Passes d.                 | Joe Young 22 Georges Niang 12 Georges Niang 5 |  | Amway Center, Orlando, Floride Arbitres : Dedric Taylor, Nate Green, Brandon Parker | NBA TV |

| 2 juillet | Boxscore | New York Knicks 49, Detroit Pistons 81                 | New York Knicks 49, Detroit Pistons 81 | New York Knicks 49, Detroit Pistons 81               |  | Amway Center, Orlando, Floride Arbitres : Kevin Scott, Nelson Santiago, Ryan Sassano | NBA TV |
| 2 juillet | Boxscore | Score par quart-temps : 15–18, 12–20, 9–21, 13–22      |                                        |                                                      |  | Amway Center, Orlando, Floride Arbitres : Kevin Scott, Nelson Santiago, Ryan Sassano | NBA TV |
| 2 juillet | Boxscore | DaJuan Summers 12 Louis Labeyrie 6 Mouloukou Diabate 4 | Points Rebonds Passes d.               | Stanley Johnson 15 Phil Pressey 10 Michael Gbinije 5 |  | Amway Center, Orlando, Floride Arbitres : Kevin Scott, Nelson Santiago, Ryan Sassano | NBA TV |

| 2 juillet | Boxscore | Miami Heat 91, Los Angeles Clippers 71                  | Miami Heat 91, Los Angeles Clippers 71 | Miami Heat 91, Los Angeles Clippers 71               |  | Amway Center, Orlando, Floride Arbitres : Kevin Cutler, Jonathan Sterling, Chris Merlo | NBA TV |
| 2 juillet | Boxscore | Score par quart-temps : 25–23, 23–12, 25–19, 18–17      |                                        |                                                      |  | Amway Center, Orlando, Floride Arbitres : Kevin Cutler, Jonathan Sterling, Chris Merlo | NBA TV |
| 2 juillet | Boxscore | Justise Winslow 21 Norvel Pelle 7 Richardson, Winslow 4 | Points Rebonds Passes d.               | Branden Dawson 14 Branden Dawson 7 David Michineau 3 |  | Amway Center, Orlando, Floride Arbitres : Kevin Cutler, Jonathan Sterling, Chris Merlo | NBA TV |

#### Jour 2
| 3 juillet | Boxscore | Indiana Pacers 70, Charlotte Hornets 80                | Indiana Pacers 70, Charlotte Hornets 80 | Indiana Pacers 70, Charlotte Hornets 80          |  | Amway Center, Orlando, Floride Arbitres : Jacob Barnett, Chris Pasci, Lauren Holtkamp | NBA TV |
| 3 juillet | Boxscore | Score par quart-temps : 18–19, 14–14, 21–23, 17–24     |                                         |                                                  |  | Amway Center, Orlando, Floride Arbitres : Jacob Barnett, Chris Pasci, Lauren Holtkamp | NBA TV |
| 3 juillet | Boxscore | Glenn Robinson III 16 Shayne Whittington 7 3 joueurs 3 | Points Rebonds Passes d.                | Gabe York 18 Wayne Blackshear 8 Aaron Harrison 6 |  | Amway Center, Orlando, Floride Arbitres : Jacob Barnett, Chris Pasci, Lauren Holtkamp | NBA TV |

| 3 juillet | Boxscore | Miami Heat 74, New York Knicks 48                 | Miami Heat 74, New York Knicks 48 | Miami Heat 74, New York Knicks 48                   |  | Amway Center, Orlando, Floride Arbitres : Saif Esho, Karleena Tobin, Kevin Scott | NBA TV |
| 3 juillet | Boxscore | Score par quart-temps : 17–9, 21–12, 23–9, 13–18  |                                   |                                                     |  | Amway Center, Orlando, Floride Arbitres : Saif Esho, Karleena Tobin, Kevin Scott | NBA TV |
| 3 juillet | Boxscore | Juwan Howard Jr. 17 Kevin Tumba 7 Briante Weber 6 | Points Rebonds Passes d.          | Ron Baker 12 Marshall Plumlee 7 Souleyman Diabate 4 |  | Amway Center, Orlando, Floride Arbitres : Saif Esho, Karleena Tobin, Kevin Scott | NBA TV |

| 3 juillet | Boxscore | Los Angeles Clippers 72, Oklahoma City Thunder 81    | Los Angeles Clippers 72, Oklahoma City Thunder 81 | Los Angeles Clippers 72, Oklahoma City Thunder 81       |  | Amway Center, Orlando, Floride Arbitres : William Mensah, Natalie Sago, Chris Merlo | NBA TV |
| 3 juillet | Boxscore | Score par quart-temps : 17–15, 15–19, 21–20, 19–27   |                                                   |                                                         |  | Amway Center, Orlando, Floride Arbitres : William Mensah, Natalie Sago, Chris Merlo | NBA TV |
| 3 juillet | Boxscore | Brice Johnson 23 Andrew Andrews 10 David Michineau 9 | Points Rebonds Passes d.                          | Cameron Payne 25 Dakari Johnson 12 Wilbekin, Williams 3 |  | Amway Center, Orlando, Floride Arbitres : William Mensah, Natalie Sago, Chris Merlo | NBA TV |

#### Jour 3
| 4 juillet | Boxscore | Dallas Mavericks 85, Orlando Magic White 92        | Dallas Mavericks 85, Orlando Magic White 92 | Dallas Mavericks 85, Orlando Magic White 92         |  | Amway Center, Orlando, Floride Arbitres : Jonathan Sterling, William Mensah, Ryan Sassano, Mitchell Ervin, Greg Danridge, Brandon Parker | NBA TV |
| 4 juillet | Boxscore | Score par quart-temps : 19–27, 21–22, 21–20, 24–23 |                                             |                                                     |  | Amway Center, Orlando, Floride Arbitres : Jonathan Sterling, William Mensah, Ryan Sassano, Mitchell Ervin, Greg Danridge, Brandon Parker | NBA TV |
| 4 juillet | Boxscore | Vander Blue 23 Casey Prather 10 Marquis Teague 5   | Points Rebonds Passes d.                    | Fields, Graham 14 Arinze Onuaku 9 Dentmon, Garino 5 |  | Amway Center, Orlando, Floride Arbitres : Jonathan Sterling, William Mensah, Ryan Sassano, Mitchell Ervin, Greg Danridge, Brandon Parker | NBA TV |

| 4 juillet | Boxscore | Orlando Magic Blue 68, Detroit Pistons 73          | Orlando Magic Blue 68, Detroit Pistons 73 | Orlando Magic Blue 68, Detroit Pistons 73           |  | Amway Center, Orlando, Floride Arbitres : Dedric Taylor, Natalie Sago, Wesley Ford, Karleena Tobin | NBA TV |
| 4 juillet | Boxscore | Score par quart-temps : 18–19, 10–13, 20–17, 20–24 |                                           |                                                     |  | Amway Center, Orlando, Floride Arbitres : Dedric Taylor, Natalie Sago, Wesley Ford, Karleena Tobin | NBA TV |
| 4 juillet | Boxscore | Nick Johnson 19 Vincent Poirier 11 Nick Johnson 4  | Points Rebonds Passes d.                  | Lorenzo Brown 19 Stanley Johnson 10 Lorenzo Brown 2 |  | Amway Center, Orlando, Floride Arbitres : Dedric Taylor, Natalie Sago, Wesley Ford, Karleena Tobin | NBA TV |

| 4 juillet | Boxscore | Charlotte Hornets 78, Oklahoma City Thunder 74     | Charlotte Hornets 78, Oklahoma City Thunder 74 | Charlotte Hornets 78, Oklahoma City Thunder 74     |  | Amway Center, Orlando, Floride Arbitres : Jonathan Sterling, William Mensah, Ryan Sassano | NBA TV |
| 4 juillet | Boxscore | Score par quart-temps : 20–11, 21–22, 18–16, 19–25 |                                                |                                                    |  | Amway Center, Orlando, Floride Arbitres : Jonathan Sterling, William Mensah, Ryan Sassano | NBA TV |
| 4 juillet | Boxscore | Aaron Harrison 19 Brandon Paul 11 Aaron Harrison 4 | Points Rebonds Passes d.                       | Semaj Christon 23 Kameron Woods 8 Semaj Christon 6 |  | Amway Center, Orlando, Floride Arbitres : Jonathan Sterling, William Mensah, Ryan Sassano | NBA TV |

#### Jour 4
| 5 juillet | Boxscore | Orlando Magic Blue 68, Miami Heat 84                      | Orlando Magic Blue 68, Miami Heat 84 | Orlando Magic Blue 68, Miami Heat 84                    |  | Amway Center, Orlando, Floride Arbitres : Lauren Holtkamp, Mitchell Ervin, Chris Merlo | NBA TV |
| 5 juillet | Boxscore | Score par quart-temps : 26–24, 16–24, 14–19, 12–17        |                                      |                                                         |  | Amway Center, Orlando, Floride Arbitres : Lauren Holtkamp, Mitchell Ervin, Chris Merlo | NBA TV |
| 5 juillet | Boxscore | Johnson, Zimmerman 10 Stephen Zimmerman 10 Nick Johnson 8 | Points Rebonds Passes d.             | Josh Richardson 22 Briante Weber 10 Richardson, Weber 6 |  | Amway Center, Orlando, Floride Arbitres : Lauren Holtkamp, Mitchell Ervin, Chris Merlo | NBA TV |

| 5 juillet | Boxscore | Los Angeles Clippers 84, New York Knicks 92                             | Los Angeles Clippers 84, New York Knicks 92 | Los Angeles Clippers 84, New York Knicks 92           | OT | Amway Center, Orlando, Floride Arbitres : Nate Green, Nelson Santiago, Kevin Scott | NBA TV |
| 5 juillet | Boxscore | Score par quart-temps : 24–20, 20–24, 25–17, 15–23 ; prolongation : 0–8 |                                             |                                                       | OT | Amway Center, Orlando, Floride Arbitres : Nate Green, Nelson Santiago, Kevin Scott | NBA TV |
| 5 juillet | Boxscore | Brice Johnson 23 Royce O'Neale 9 David Michineau 7                      | Points Rebonds Passes d.                    | Chasson Randle 24 Marshall Plumlee 6 Chasson Randle 5 | OT | Amway Center, Orlando, Floride Arbitres : Nate Green, Nelson Santiago, Kevin Scott | NBA TV |

| 5 juillet | Boxscore | Detroit Pistons 80, Indiana Pacers 76              | Detroit Pistons 80, Indiana Pacers 76 | Detroit Pistons 80, Indiana Pacers 76                       |  | Amway Center, Orlando, Floride Arbitres : Dedric Taylor, Jonathan Sterling, Tyler Ricks | NBA TV |
| 5 juillet | Boxscore | Score par quart-temps : 20–25, 18–14, 19–14, 23–23 |                                       |                                                             |  | Amway Center, Orlando, Floride Arbitres : Dedric Taylor, Jonathan Sterling, Tyler Ricks | NBA TV |
| 5 juillet | Boxscore | Stanley Johnson 16 3 joueurs 5 Lorenzo Brown 4     | Points Rebonds Passes d.              | Glenn Robinson III 20 Christmas, Robinson III 7 Joe Young 5 |  | Amway Center, Orlando, Floride Arbitres : Dedric Taylor, Jonathan Sterling, Tyler Ricks | NBA TV |

#### Jour 5
| 6 juillet | Boxscore | Orlando Magic White 95, New York Knicks 90         | Orlando Magic White 95, New York Knicks 90 | Orlando Magic White 95, New York Knicks 90 |  | Amway Center, Orlando, Floride Arbitres : Brandon Parker, Greg Danridge, Lauren Holtkamp | NBA TV |
| 6 juillet | Boxscore | Score par quart-temps : 23–20, 23–17, 20–25, 29–28 |                                            |                                            |  | Amway Center, Orlando, Floride Arbitres : Brandon Parker, Greg Danridge, Lauren Holtkamp | NBA TV |
| 6 juillet | Boxscore | Treveon Graham 19 Arinze Onuaku 13 '3 joueurs 3    | Points Rebonds Passes d.                   | Ron Baker 22 Ron Baker 9 Ron Baker 5       |  | Amway Center, Orlando, Floride Arbitres : Brandon Parker, Greg Danridge, Lauren Holtkamp | NBA TV |

| 6 juillet | Boxscore | Dallas Mavericks 84, Charlotte Hornets 81          | Dallas Mavericks 84, Charlotte Hornets 81 | Dallas Mavericks 84, Charlotte Hornets 81      |  | Amway Center, Orlando, Floride Arbitres : Kevin Cutler, Tim Greene, Saif Esho | NBA TV |
| 6 juillet | Boxscore | Score par quart-temps : 15–17, 23–15, 16–24, 30–25 |                                           |                                                |  | Amway Center, Orlando, Floride Arbitres : Kevin Cutler, Tim Greene, Saif Esho | NBA TV |
| 6 juillet | Boxscore | Darius Adams 25 Cory Jefferson 8 Darius Adams 6    | Points Rebonds Passes d.                  | Brandon Paul 17 Mike Tobey 14 Tim Quarterman 4 |  | Amway Center, Orlando, Floride Arbitres : Kevin Cutler, Tim Greene, Saif Esho | NBA TV |

| 6 juillet | Boxscore | Indiana Pacers 71, Oklahoma City Thunder 89               | Indiana Pacers 71, Oklahoma City Thunder 89 | Indiana Pacers 71, Oklahoma City Thunder 89       |  | Amway Center, Orlando, Floride Arbitres : Brent Barnaky, Tyler Ricks, Ryan Sassano | NBA TV |
| 6 juillet | Boxscore | Score par quart-temps : 20–18, 18–24, 9–22, 24–25         |                                             |                                                   |  | Amway Center, Orlando, Floride Arbitres : Brent Barnaky, Tyler Ricks, Ryan Sassano | NBA TV |
| 6 juillet | Boxscore | Johnson, Robinson III 12 Glenn Robinson III 6 Joe Young 4 | Points Rebonds Passes d.                    | Cameron Payne 19 Dakari Johnson 9 Cameron Payne 6 |  | Amway Center, Orlando, Floride Arbitres : Brent Barnaky, Tyler Ricks, Ryan Sassano | NBA TV |

#### Jour 6
| 7 juillet | Boxscore | Dallas Mavericks 94, Orlando Magic Blue 96         | Dallas Mavericks 94, Orlando Magic Blue 96 | Dallas Mavericks 94, Orlando Magic Blue 96    |  | Amway Center, Orlando, Floride Arbitres : Nate Anderson, Nick Buchert, Mitchell Ervin | NBA TV |
| 7 juillet | Boxscore | Score par quart-temps : 28–29, 30–27, 17–20, 19–20 |                                            |                                               |  | Amway Center, Orlando, Floride Arbitres : Nate Anderson, Nick Buchert, Mitchell Ervin | NBA TV |
| 7 juillet | Boxscore | Vander Blue 17 Tyler Honeycutt 13 Marquis Teague 5 | Points Rebonds Passes d.                   | Devyn Marble 21 Okaro White 10 Nick Johnson 9 |  | Amway Center, Orlando, Floride Arbitres : Nate Anderson, Nick Buchert, Mitchell Ervin | NBA TV |

| 7 juillet | Boxscore | Los Angeles Clippers 69, Orlando Magic White 79   | Los Angeles Clippers 69, Orlando Magic White 79 | Los Angeles Clippers 69, Orlando Magic White 79    |  | Amway Center, Orlando, Floride Arbitres : Dedric Taylor, Jonathan Sterling, Wesley Ford | NBA TV |
| 7 juillet | Boxscore | Score par quart-temps : 27–16, 19–22, 9–30, 14–11 |                                                 |                                                    |  | Amway Center, Orlando, Floride Arbitres : Dedric Taylor, Jonathan Sterling, Wesley Ford | NBA TV |
| 7 juillet | Boxscore | Brice Johnson 19 Brice Johnson 8 Alex Hamilton 4  | Points Rebonds Passes d.                        | Treveon Graham 24 Arinze Onuaku 7 Justin Dentmon 4 |  | Amway Center, Orlando, Floride Arbitres : Dedric Taylor, Jonathan Sterling, Wesley Ford | NBA TV |

| 7 juillet | Boxscore | Detroit Pistons 71, Miami Heat 58                    | Detroit Pistons 71, Miami Heat 58 | Detroit Pistons 71, Miami Heat 58                      |  | Amway Center, Orlando, Floride Arbitres : Kevin Scott, Nelson Santiago, Chris Pacsi | NBA TV |
| 7 juillet | Boxscore | Score par quart-temps : 17–8, 20–12, 22–21, 12–17    |                                   |                                                        |  | Amway Center, Orlando, Floride Arbitres : Kevin Scott, Nelson Santiago, Chris Pacsi | NBA TV |
| 7 juillet | Boxscore | Stanley Johnson 20 Stanley Johnson 9 Lorenzo Brown 3 | Points Rebonds Passes d.          | Rodney McGruder 14 Rodney McGruder 8 Josh Richardson 4 |  | Amway Center, Orlando, Floride Arbitres : Kevin Scott, Nelson Santiago, Chris Pacsi | NBA TV |

### Classement

#### Critères
Le classement sera déterminé par le total des points d’une équipe après les cinq premiers jours. Huit points seront attribués à chaque match : quatre points pour gagner un match et un point pour chaque quart-temps gagné. En cas de quart-temps à égalité, chaque équipe obtient un demi-point. Si deux équipes ou plus avaient un nombre de point équivalent, le classement se définit par :
- Différence de points
- Nombre de points le moins élevé possible
- Pile ou face

| #  | Équipe                | MJ | V | D | PTS  |
| -- | --------------------- | -- | - | - | ---- |
| 1  | Detroit Pistons       | 4  | 4 | 0 | 28.5 |
| 2  | Orlando Magic White   | 4  | 4 | 0 | 26   |
| 3  | Miami Heat            | 4  | 3 | 1 | 23   |
| 4  | Oklahoma City Thunder | 4  | 3 | 1 | 20   |
| 5  | Charlotte Hornets     | 4  | 2 | 2 | 16.5 |
| 6  | Dallas Mavericks      | 4  | 1 | 3 | 12   |
| 7  | Indiana Pacers        | 4  | 1 | 3 | 11   |
| 8  | Orlando Magic Blue    | 4  | 1 | 3 | 9    |
| 9  | New York Knicks       | 4  | 1 | 3 | 8    |
| 10 | Los Angeles Clippers  | 4  | 0 | 4 | 6    |

### Phases finales

#### 9eplace
| 8 juillet | Boxscore | Los Angeles Clippers 77, New York Knicks 106       | Los Angeles Clippers 77, New York Knicks 106 | Los Angeles Clippers 77, New York Knicks 106    |  | Amway Center, Orlando, Floride Arbitres : Brent Barnaky, Jacob Barnett, Joe Prince, Tyler Ricks | NBA TV |
| 8 juillet | Boxscore | Score par quart-temps : 15–26, 22–23, 20–27, 20–30 |                                              |                                                 |  | Amway Center, Orlando, Floride Arbitres : Brent Barnaky, Jacob Barnett, Joe Prince, Tyler Ricks | NBA TV |
| 8 juillet | Boxscore | Branden Dawson 18 Johnson, Stone 7 Brice Johnson 4 | Points Rebonds Passes d.                     | Ron Baker 20 Louis Labeyrie 12 Chasson Randle 6 |  | Amway Center, Orlando, Floride Arbitres : Brent Barnaky, Jacob Barnett, Joe Prince, Tyler Ricks | NBA TV |

#### 7eplace
| 8 juillet | Boxscore | Orlando Magic Blue 79, Indiana Pacers 85           | Orlando Magic Blue 79, Indiana Pacers 85 | Orlando Magic Blue 79, Indiana Pacers 85              |  | Amway Center, Orlando, Floride Arbitres : Dedric Taylor, Tyler Ricks, Wesley Ford | NBA TV |
| 8 juillet | Boxscore | Score par quart-temps : 11–24, 18–13, 19–27, 31–21 |                                          |                                                       |  | Amway Center, Orlando, Floride Arbitres : Dedric Taylor, Tyler Ricks, Wesley Ford | NBA TV |
| 8 juillet | Boxscore | Nick Johnson 20 Okaro White 7 Nick Johnson 8       | Points Rebonds Passes d.                 | Glenn Robinson III 14 Jamari Traylor 7 Nate Wolters 5 |  | Amway Center, Orlando, Floride Arbitres : Dedric Taylor, Tyler Ricks, Wesley Ford | NBA TV |

#### 5eplace
| 8 juillet | Boxscore | Dallas Mavericks 97, Charlotte Hornets 92          | Dallas Mavericks 97, Charlotte Hornets 92 | Dallas Mavericks 97, Charlotte Hornets 92               |  | Amway Center, Orlando, Floride Arbitres : Mitchell Ervin, Nate Green, Nate Anderson | NBA TV |
| 8 juillet | Boxscore | Score par quart-temps : 19–27, 20–27, 30–18, 28–20 |                                           |                                                         |  | Amway Center, Orlando, Floride Arbitres : Mitchell Ervin, Nate Green, Nate Anderson | NBA TV |
| 8 juillet | Boxscore | Casey Prather 23 Jaleel Cousins 7 Adams, Blue 6    | Points Rebonds Passes d.                  | Ramon Galloway 25 Quarterman, Uchebo 8 Ramon Galloway 4 |  | Amway Center, Orlando, Floride Arbitres : Mitchell Ervin, Nate Green, Nate Anderson | NBA TV |

#### Petite finale
| 8 juillet | Boxscore | Oklahoma City Thunder 86, Miami Heat 72                | Oklahoma City Thunder 86, Miami Heat 72 | Oklahoma City Thunder 86, Miami Heat 72     |  | Amway Center, Orlando, Floride Arbitres : Chris Pacsi, Nelson Santiago, Lauren Holtkamp | NBA TV |
| 8 juillet | Boxscore | Score par quart-temps : 15–18, 23–19, 27–18, 21–17     |                                         |                                             |  | Amway Center, Orlando, Floride Arbitres : Chris Pacsi, Nelson Santiago, Lauren Holtkamp | NBA TV |
| 8 juillet | Boxscore | Semaj Christon 22 Huestis, Johnson 7 Christon, Payne 4 | Points Rebonds Passes d.                | Victor Rudd 22 Victor Rudd 12 Victor Rudd 4 |  | Amway Center, Orlando, Floride Arbitres : Chris Pacsi, Nelson Santiago, Lauren Holtkamp | NBA TV |

#### Finale
| 8 juillet | Boxscore | Orlando Magic White 87, Detroit Pistons 84                              | Orlando Magic White 87, Detroit Pistons 84 | Orlando Magic White 87, Detroit Pistons 84            | OT | Amway Center, Orlando, Floride Arbitres : Nick Buchert, Kevin Scott, Jonathan Sterling | NBA TV |
| 8 juillet | Boxscore | Score par quart-temps : 26–26, 20–12, 17–22, 21–24 ; prolongation : 3–0 |                                            |                                                       | OT | Amway Center, Orlando, Floride Arbitres : Nick Buchert, Kevin Scott, Jonathan Sterling | NBA TV |
| 8 juillet | Boxscore | Kevin Murphy 19 Arinze Onuaku 12 Justin Dentmon 9                       | Points Rebonds Passes d.                   | Henry Ellenson 22 Henry Ellenson 11 Cotton, Johnson 5 | OT | Amway Center, Orlando, Floride Arbitres : Nick Buchert, Kevin Scott, Jonathan Sterling | NBA TV |

### Leaders statistiques
| Joueur          | Équipe                | PTS  |
| --------------- | --------------------- | ---- |
| Cameron Payne   | Oklahoma City Thunder | 18.8 |
| Chasson Randle  | New York Knicks       | 18.3 |
| Vander Blue     | Dallas Mavericks      | 17.4 |
| Semaj Christon  | Oklahoma City Thunder | 16.8 |
| Josh Richardson | Miami Heat            | 16.7 |

| Joueur          | Équipe                | REB  |
| --------------- | --------------------- | ---- |
| Brandon Ashley  | Dallas Mavericks      | 11.0 |
| Arinze Onuaku   | Orlando Magic White   | 9.8  |
| Tyler Honeycutt | Dallas Mavericks      | 9.0  |
| Dakari Johnson  | Oklahoma City Thunder | 8.6  |
| Devin Booker    | New York Knicks       | 8.0  |

| Joueur          | Équipe             | PAD |
| --------------- | ------------------ | --- |
| Nick Johnson    | Orlando Magic Blue | 7.4 |
| Michael Gbinije | Detroit Pistons    | 5.0 |
| Chasson Randle  | New York Knicks    | 5.0 |
| Josh Richardson | Miami Heat         | 4.7 |
| Darius Adams    | Dallas Mavericks   | 4.6 |

## Utah Jazz Summer League

### Équipes
- Utah Jazz (hôte)
- Boston Celtics
- Philadelphia 76ers
- San Antonio Spurs

### Matchs

#### Jour 1
| 4 juillet | Boxscore | Boston Celtics 102, Philadelphia 76ers 94          | Boston Celtics 102, Philadelphia 76ers 94 | Boston Celtics 102, Philadelphia 76ers 94         |  | Vivint Smart Home Arena, Salt Lake City, Utah Affluence : 7,124 Arbitres : Tre Maddox, Scott Twardoski, Brett Nansel | NBA TV |
| 4 juillet | Boxscore | Score par quart-temps : 23–20, 23–25, 29–26, 27–23 |                                           |                                                   |  | Vivint Smart Home Arena, Salt Lake City, Utah Affluence : 7,124 Arbitres : Tre Maddox, Scott Twardoski, Brett Nansel | NBA TV |
| 4 juillet | Boxscore | Terry Rozier 18 5 joueurs 6 Terry Rozier 5         | Points Rebonds Passes d.                  | Christian Wood 20 Ben Simmons 8 T. J. McConnell 7 |  | Vivint Smart Home Arena, Salt Lake City, Utah Affluence : 7,124 Arbitres : Tre Maddox, Scott Twardoski, Brett Nansel | NBA TV |

| 4 juillet | Boxscore | San Antonio Spurs 90, Utah Jazz 69                 | San Antonio Spurs 90, Utah Jazz 69 | San Antonio Spurs 90, Utah Jazz 69           |  | Vivint Smart Home Arena, Salt Lake City, Utah Affluence : 7,124 Arbitres : Ben Taylor, Curtis Blair, Brandon Adair | NBA TV |
| 4 juillet | Boxscore | Score par quart-temps : 23–24, 26–16, 20–13, 21–16 |                                    |                                              |  | Vivint Smart Home Arena, Salt Lake City, Utah Affluence : 7,124 Arbitres : Ben Taylor, Curtis Blair, Brandon Adair | NBA TV |
| 4 juillet | Boxscore | Kyle Anderson 25 Bryn Forbes 8 Ryan Arcidiacono 4  | Points Rebonds Passes d.           | Trey Lyles 13 Trey Lyles 12 Olivier Hanlan 3 |  | Vivint Smart Home Arena, Salt Lake City, Utah Affluence : 7,124 Arbitres : Ben Taylor, Curtis Blair, Brandon Adair | NBA TV |

#### Jour 2
| 5 juillet | Boxscore | Philadelphia 76ers 91, San Antonio Spurs 95        | Philadelphia 76ers 91, San Antonio Spurs 95 | Philadelphia 76ers 91, San Antonio Spurs 95                |  | Vivint Smart Home Arena, Salt Lake City, Utah Affluence : 7,309 Arbitres : Scott Twardoski, Brandon Adair, Brett Nansel | NBA TV |
| 5 juillet | Boxscore | Score par quart-temps : 18–16, 26–31, 19–36, 28–12 |                                             |                                                            |  | Vivint Smart Home Arena, Salt Lake City, Utah Affluence : 7,309 Arbitres : Scott Twardoski, Brandon Adair, Brett Nansel | NBA TV |
| 5 juillet | Boxscore | Christian Wood 19 James Webb III 8 Gielo, Vaughn 3 | Points Rebonds Passes d.                    | Jonathon Simmons 35 Kyle Anderson 8 Arcidiacono, Simmons 5 |  | Vivint Smart Home Arena, Salt Lake City, Utah Affluence : 7,309 Arbitres : Scott Twardoski, Brandon Adair, Brett Nansel | NBA TV |

| 5 juillet | Boxscore | Boston Celtics 89, Utah Jazz 82                    | Boston Celtics 89, Utah Jazz 82 | Boston Celtics 89, Utah Jazz 82         |  | Vivint Smart Home Arena, Salt Lake City, Utah Affluence : 7,309 Arbitres : Ben Taylor, Curtis Blair, Tre Maddox | NBA TV |
| 5 juillet | Boxscore | Score par quart-temps : 23–23, 24–27, 18–10, 24–22 |                                 |                                         |  | Vivint Smart Home Arena, Salt Lake City, Utah Affluence : 7,309 Arbitres : Ben Taylor, Curtis Blair, Tre Maddox | NBA TV |
| 5 juillet | Boxscore | James Young 17 Guerschon Yabusele 8 Terry Rozier 4 | Points Rebonds Passes d.        | Trey Lyles 26 Trey Lyles 11 3 joueurs 2 |  | Vivint Smart Home Arena, Salt Lake City, Utah Affluence : 7,309 Arbitres : Ben Taylor, Curtis Blair, Tre Maddox | NBA TV |

#### Jour 3
| 7 juillet | Boxscore | Boston Celtics 87, San Antonio Spurs 86            | Boston Celtics 87, San Antonio Spurs 86 | Boston Celtics 87, San Antonio Spurs 86           |  | Jon M. Huntsman Center, Salt Lake City, Utah Affluence : 6,267 Arbitres : Scott Twardoski, Ben Taylor, Brandon Adair | NBA TV |
| 7 juillet | Boxscore | Score par quart-temps : 27–18, 18–26, 23–21, 19–21 |                                         |                                                   |  | Jon M. Huntsman Center, Salt Lake City, Utah Affluence : 6,267 Arbitres : Scott Twardoski, Ben Taylor, Brandon Adair | NBA TV |
| 7 juillet | Boxscore | Terry Rozier 23 Rozier, Yabusele 7 Terry Rozier 6  | Points Rebonds Passes d.                | Kyle Anderson 23 Kyle Anderson 10 Kyle Anderson 7 |  | Jon M. Huntsman Center, Salt Lake City, Utah Affluence : 6,267 Arbitres : Scott Twardoski, Ben Taylor, Brandon Adair | NBA TV |

| 7 juillet | Boxscore | Philadelphia 76ers 86, Utah Jazz 75                | Philadelphia 76ers 86, Utah Jazz 75 | Philadelphia 76ers 86, Utah Jazz 75      |  | Jon M. Huntsman Center, Salt Lake City, Utah Affluence : 6,267 Arbitres : Tre Maddox, Curtis Blair, Brett Nansel | NBA TV |
| 7 juillet | Boxscore | Score par quart-temps : 27–23, 16–20, 24–16, 19–16 |                                     |                                          |  | Jon M. Huntsman Center, Salt Lake City, Utah Affluence : 6,267 Arbitres : Tre Maddox, Curtis Blair, Brett Nansel | NBA TV |
| 7 juillet | Boxscore | Holmes, Wood 17 Holmes, Simmons 7 Ben Simmons 6    | Points Rebonds Passes d.            | Trey Lyles 22 Trey Lyles 8 Aaron Craft 6 |  | Jon M. Huntsman Center, Salt Lake City, Utah Affluence : 6,267 Arbitres : Tre Maddox, Curtis Blair, Brett Nansel | NBA TV |

### Classement
| # | Équipe             | MJ | V | D | QT  |
| - | ------------------ | -- | - | - | --- |
| 1 | Boston Celtics     | 3  | 3 | 0 | 7.5 |
| 2 | San Antonio Spurs  | 3  | 2 | 1 | 7   |
| 3 | Philadelphia 76ers | 3  | 1 | 2 | 6   |
| 4 | Utah Jazz          | 3  | 0 | 3 | 3.5 |

### Leaders statistiques
| Joueur           | Équipe            | PTS  |
| ---------------- | ----------------- | ---- |
| Kyle Anderson    | San Antonio Spurs | 23.7 |
| Jonathon Simmons | San Antonio Spurs | 22.0 |
| Dejounte Murray  | San Antonio Spurs | 21.0 |
| Trey Lyles       | Utah Jazz         | 20.3 |
| Terry Rozier     | Boston Celtics    | 19.0 |

| Joueur             | Équipe             | REB  |
| ------------------ | ------------------ | ---- |
| Trey Lyles         | Utah Jazz          | 10.3 |
| Kyle Anderson      | San Antonio Spurs  | 8.3  |
| Ben Simmons        | Philadelphia 76ers | 7.5  |
| Guerschon Yabusele | Boston Celtics     | 7.0  |
| Terry Rozier       | Boston Celtics     | 6.3  |

| Joueur           | Équipe             | PAD |
| ---------------- | ------------------ | --- |
| Ben Simmons      | Philadelphia 76ers | 5.5 |
| T. J. McConnell  | Philadelphia 76ers | 5.0 |
| Terry Rozier     | Boston Celtics     | 5.0 |
| Kyle Anderson    | San Antonio Spurs  | 4.3 |
| Ryan Arcidiacono | San Antonio Spurs  | 3.7 |

## Las Vegas NBA Summer League

### Équipes
| - Atlanta Hawks - Boston Celtics - Brooklyn Nets - Chicago Bulls - Cleveland Cavaliers - Dallas Mavericks - Denver Nuggets - Golden State Warriors | - Houston Rockets - Los Angeles Lakers - Memphis Grizzlies - Miami Heat - Milwaukee Bucks - Minnesota Timberwolves - NBA D-League Select - New Orleans Pelicans | - Philadelphia 76ers - Phoenix Suns - Portland Trail Blazers - Sacramento Kings - San Antonio Spurs - Toronto Raptors - Utah Jazz - Washington Wizards |

### Matchs

#### Jour 1
| 8 juillet | Boxscore | Milwaukee Bucks 81, Cleveland Cavaliers 75         | Milwaukee Bucks 81, Cleveland Cavaliers 75 | Milwaukee Bucks 81, Cleveland Cavaliers 75     |  | Cox Pavilion, Paradise, Nevada Arbitres : Marat Kogut, John Conley, Jemel Spearman | NBA TV |
| 8 juillet | Boxscore | Score par quart-temps : 24–20, 24–21, 16–17, 17–17 |                                            |                                                |  | Cox Pavilion, Paradise, Nevada Arbitres : Marat Kogut, John Conley, Jemel Spearman | NBA TV |
| 8 juillet | Boxscore | Terran Petteway 15 Thon Maker 13 Julyan Stone 4    | Points Rebonds Passes d.                   | Jordan McRae 23 DeAndre Liggins 7 Kay Felder 5 |  | Cox Pavilion, Paradise, Nevada Arbitres : Marat Kogut, John Conley, Jemel Spearman | NBA TV |

| 8 juillet | Boxscore | NBA D-League Select 79, Memphis Grizzlies 99       | NBA D-League Select 79, Memphis Grizzlies 99 | NBA D-League Select 79, Memphis Grizzlies 99           |  | Thomas & Mack Center, Paradise, Nevada Arbitres : JT Orr, Randy Richardson, Kevin Fahy | ESPN3 |
| 8 juillet | Boxscore | Score par quart-temps : 16–26, 14–26, 19–26, 30–21 |                                              |                                                        |  | Thomas & Mack Center, Paradise, Nevada Arbitres : JT Orr, Randy Richardson, Kevin Fahy | ESPN3 |
| 8 juillet | Boxscore | Verdell Jones 12 Joel Wright 6 Brandon Fields 4    | Points Rebonds Passes d.                     | Andrew Harrison 23 Jonathan Holmes 9 Andrew Harrison 4 |  | Thomas & Mack Center, Paradise, Nevada Arbitres : JT Orr, Randy Richardson, Kevin Fahy | ESPN3 |

| 8 juillet | Boxscore | Atlanta Hawks 83, Houston Rockets 78                | Atlanta Hawks 83, Houston Rockets 78 | Atlanta Hawks 83, Houston Rockets 78             |  | Cox Pavilion, Paradise, Nevada Arbitres : Karl Lane, John Butler, Ray Bullock | NBA TV |
| 8 juillet | Boxscore | Score par quart-temps : 12–22, 25–22, 26–12, 20–22  |                                      |                                                  |  | Cox Pavilion, Paradise, Nevada Arbitres : Karl Lane, John Butler, Ray Bullock | NBA TV |
| 8 juillet | Boxscore | Kevin Pangos 16 Ashley, Tavares 8 Lamar Patterson 6 | Points Rebonds Passes d.             | Sam Dekker 18 Michael Beasley 9 Gary Payton II 5 |  | Cox Pavilion, Paradise, Nevada Arbitres : Karl Lane, John Butler, Ray Bullock | NBA TV |

| 8 juillet | Boxscore | Minnesota Timberwolves 82, Denver Nuggets 88       | Minnesota Timberwolves 82, Denver Nuggets 88 | Minnesota Timberwolves 82, Denver Nuggets 88            |  | Thomas & Mack Center, Paradise, Nevada Arbitres : Vladimir Voyard-Tadal, Ray Acosta, Phenizee Ransom | ESPN |
| 8 juillet | Boxscore | Score par quart-temps : 26–15, 20–24, 24–28, 12–21 |                                              |                                                         |  | Thomas & Mack Center, Paradise, Nevada Arbitres : Vladimir Voyard-Tadal, Ray Acosta, Phenizee Ransom | ESPN |
| 8 juillet | Boxscore | Kris Dunn 27 Tyus Jones 10 Tyus Jones 4            | Points Rebonds Passes d.                     | Emmanuel Mudiay 23 Emmanuel Mudiay 8 Fredette, Mudiay 8 |  | Thomas & Mack Center, Paradise, Nevada Arbitres : Vladimir Voyard-Tadal, Ray Acosta, Phenizee Ransom | ESPN |

| 8 juillet | Boxscore | Sacramento Kings 47, Toronto Raptors 88             | Sacramento Kings 47, Toronto Raptors 88 | Sacramento Kings 47, Toronto Raptors 88        |  | Cox Pavilion, Paradise, Nevada Arbitres : Aaron Smith, Jason Goldenberg, Anthony Burkes | NBA TV |
| 8 juillet | Boxscore | Score par quart-temps : 16–27, 7–18, 6–22, 18–21    |                                         |                                                |  | Cox Pavilion, Paradise, Nevada Arbitres : Aaron Smith, Jason Goldenberg, Anthony Burkes | NBA TV |
| 8 juillet | Boxscore | 3 joueurs 7 Skal Labissière 8 Willie Cauley-Stein 3 | Points Rebonds Passes d.                | Norman Powell 13 Jakob Poeltl 9 Delon Wright 6 |  | Cox Pavilion, Paradise, Nevada Arbitres : Aaron Smith, Jason Goldenberg, Anthony Burkes | NBA TV |

| 8 juillet | Boxscore | Los Angeles Lakers 85, New Orleans Pelicans 65             | Los Angeles Lakers 85, New Orleans Pelicans 65 | Los Angeles Lakers 85, New Orleans Pelicans 65 |  | Thomas & Mack Center, Paradise, Nevada Arbitres : Gediminas Petraitis, Charles Watson, Suyash Mehta | ESPN |
| 8 juillet | Boxscore | Score par quart-temps : 17–17, 27–12, 19–17, 22–19         |                                                |                                                |  | Thomas & Mack Center, Paradise, Nevada Arbitres : Gediminas Petraitis, Charles Watson, Suyash Mehta | ESPN |
| 8 juillet | Boxscore | D'Angelo Russell 20 D'Angelo Russell 11 D'Angelo Russell 6 | Points Rebonds Passes d.                       | Buddy Hield 13 Cheick Diallo 7 3 joueurs 2     |  | Thomas & Mack Center, Paradise, Nevada Arbitres : Gediminas Petraitis, Charles Watson, Suyash Mehta | ESPN |

#### Jour 2
| 9 juillet | Boxscore | Phoenix Suns 86, Portland Trail Blazers 73         | Phoenix Suns 86, Portland Trail Blazers 73 | Phoenix Suns 86, Portland Trail Blazers 73         |  | Cox Pavilion, Paradise, Nevada Arbitres : Eric Dalen, Jeff Wooten, Burris Anthony | NBA TV |
| 9 juillet | Boxscore | Score par quart-temps : 16–13, 26–22, 26–18, 18–20 |                                            |                                                    |  | Cox Pavilion, Paradise, Nevada Arbitres : Eric Dalen, Jeff Wooten, Burris Anthony | NBA TV |
| 9 juillet | Boxscore | Devin Booker 28 Alan Williams 12 Tyler Ulis 7      | Points Rebonds Passes d.                   | Pat Connaughton 14 Noah Vonleh 11 Pierre Jackson 4 |  | Cox Pavilion, Paradise, Nevada Arbitres : Eric Dalen, Jeff Wooten, Burris Anthony | NBA TV |

| 9 juillet | Boxscore | Cleveland Cavaliers 73, Brooklyn Nets 79           | Cleveland Cavaliers 73, Brooklyn Nets 79 | Cleveland Cavaliers 73, Brooklyn Nets 79                                      |  | Thomas & Mack Center, Paradise, Nevada Arbitres : Vladimir Voyard-Tadal, Matthew Myers, John Conley | ESPN3 |
| 9 juillet | Boxscore | Score par quart-temps : 11–13, 22–25, 19–15, 21–26 |                                          |                                                                               |  | Thomas & Mack Center, Paradise, Nevada Arbitres : Vladimir Voyard-Tadal, Matthew Myers, John Conley | ESPN3 |
| 9 juillet | Boxscore | Jordan McRae 27 Sir'Dominic Pointer 8 Kay Felder 4 | Points Rebonds Passes d.                 | Sean Kilpatrick 19 Hollis-Jefferson, McCullough 8 Ferrell, Hollis-Jefferson 4 |  | Thomas & Mack Center, Paradise, Nevada Arbitres : Vladimir Voyard-Tadal, Matthew Myers, John Conley | ESPN3 |

| 9 juillet | Boxscore | Boston Celtics 62, Chicago Bulls 71                | Boston Celtics 62, Chicago Bulls 71 | Boston Celtics 62, Chicago Bulls 71                 |  | Cox Pavilion, Paradise, Nevada Arbitres : CJ Washington, Jaston Carter, Evan Scott | NBA TV |
| 9 juillet | Boxscore | Score par quart-temps : 10–20, 28–18, 12–13, 12–20 |                                     |                                                     |  | Cox Pavilion, Paradise, Nevada Arbitres : CJ Washington, Jaston Carter, Evan Scott | NBA TV |
| 9 juillet | Boxscore | Terry Rozier 13 Mickey, Yabusele 7 Terry Rozier 2  | Points Rebonds Passes d.            | Bobby Portis 17 Bobby Portis 13 Dinwiddie, Miller 3 |  | Cox Pavilion, Paradise, Nevada Arbitres : CJ Washington, Jaston Carter, Evan Scott | NBA TV |

| 9 juillet | Boxscore | Washington Wizards 88, Utah Jazz 73                | Washington Wizards 88, Utah Jazz 73 | Washington Wizards 88, Utah Jazz 73      |  | Thomas & Mack Center, Paradise, Nevada Arbitres : Kevin Fahy, Don Hudson, Phenizee Ransom | ESPN3 |
| 9 juillet | Boxscore | Score par quart-temps : 19–19, 21–16, 29–14, 19–24 |                                     |                                          |  | Thomas & Mack Center, Paradise, Nevada Arbitres : Kevin Fahy, Don Hudson, Phenizee Ransom | ESPN3 |
| 9 juillet | Boxscore | Kelly Oubre 20 Kelly Oubre 8 D. J. Cooper 5        | Points Rebonds Passes d.            | Trey Lyles 28 Mike Tobey 7 Aaron Craft 8 |  | Thomas & Mack Center, Paradise, Nevada Arbitres : Kevin Fahy, Don Hudson, Phenizee Ransom | ESPN3 |

| 9 juillet | Boxscore | Denver Nuggets 106, Memphis Grizzlies 62             | Denver Nuggets 106, Memphis Grizzlies 62 | Denver Nuggets 106, Memphis Grizzlies 62         |  | Cox Pavilion, Paradise, Nevada Arbitres : Aaron Smith, John Butler, Ray Bullock | NBA TV |
| 9 juillet | Boxscore | Score par quart-temps : 28–28, 37–10, 24–16, 17–8    |                                          |                                                  |  | Cox Pavilion, Paradise, Nevada Arbitres : Aaron Smith, John Butler, Ray Bullock | NBA TV |
| 9 juillet | Boxscore | Jimmer Fredette 26 Mateusz Ponitka 10 Jamal Murray 4 | Points Rebonds Passes d.                 | Wade Baldwin IV 10 4 joueurs 4 Andrew Harrison 3 |  | Cox Pavilion, Paradise, Nevada Arbitres : Aaron Smith, John Butler, Ray Bullock | NBA TV |

| 9 juillet | Boxscore | Philadelphia 76ers 69, Los Angeles Lakers 70       | Philadelphia 76ers 69, Los Angeles Lakers 70 | Philadelphia 76ers 69, Los Angeles Lakers 70              |  | Thomas & Mack Center, Paradise, Nevada Arbitres : Matt Kallio, William Mensah, Gediminas Petraitis | ESPN2 |
| 9 juillet | Boxscore | Score par quart-temps : 14–13, 16–12, 22–21, 17–24 |                                              |                                                           |  | Thomas & Mack Center, Paradise, Nevada Arbitres : Matt Kallio, William Mensah, Gediminas Petraitis | ESPN2 |
| 9 juillet | Boxscore | T. J. McConnell 12 Ben Simmons 10 Ben Simmons 8    | Points Rebonds Passes d.                     | D'Angelo Russell 22 Nance Jr., Zubac 8 D'Angelo Russell 5 |  | Thomas & Mack Center, Paradise, Nevada Arbitres : Matt Kallio, William Mensah, Gediminas Petraitis | ESPN2 |

| 9 juillet | Boxscore | Dallas Mavericks 83, Miami Heat 64                     | Dallas Mavericks 83, Miami Heat 64 | Dallas Mavericks 83, Miami Heat 64               |  | Cox Pavilion, Paradise, Nevada Arbitres : Brandon Schwab, Scott Twardoski, Ray Acosta | NBA TV |
| 9 juillet | Boxscore | Score par quart-temps : 19–15, 17–18, 21–18, 26–13     |                                    |                                                  |  | Cox Pavilion, Paradise, Nevada Arbitres : Brandon Schwab, Scott Twardoski, Ray Acosta | NBA TV |
| 9 juillet | Boxscore | Jonathan Gibson 30 Jameel Warney 7 Kyle Collinsworth 3 | Points Rebonds Passes d.           | Rodney McGruder 18 Victor Rudd 6 Briante Weber 5 |  | Cox Pavilion, Paradise, Nevada Arbitres : Brandon Schwab, Scott Twardoski, Ray Acosta | NBA TV |

| 9 juillet | Boxscore | San Antonio Spurs 63, Golden State Warriors 61      | San Antonio Spurs 63, Golden State Warriors 61 | San Antonio Spurs 63, Golden State Warriors 61  |  | Thomas & Mack Center, Paradise, Nevada Arbitres : Marat Kogut, Greg Danridge, Brandon Adair | ESPN2 |
| 9 juillet | Boxscore | Score par quart-temps : 14–18, 13–15, 25–19, 11–9   |                                                |                                                 |  | Thomas & Mack Center, Paradise, Nevada Arbitres : Marat Kogut, Greg Danridge, Brandon Adair | ESPN2 |
| 9 juillet | Boxscore | Kyle Anderson 14 Dejounte Murray 10 Kyle Anderson 2 | Points Rebonds Passes d.                       | Keifer Sykes 15 Atkins, Laury 8 Darion Atkins 3 |  | Thomas & Mack Center, Paradise, Nevada Arbitres : Marat Kogut, Greg Danridge, Brandon Adair | ESPN2 |

#### Jour 3
| 10 juillet | Boxscore | Atlanta Hawks 88, Washington Wizards 80              | Atlanta Hawks 88, Washington Wizards 80 | Atlanta Hawks 88, Washington Wizards 80      |  | Cox Pavilion, Paradise, Nevada Arbitres : Ben Taylor, Kevin Fahy, Jamel Spearman | NBA TV |
| 10 juillet | Boxscore | Score par quart-temps : 29–18, 20–23, 17–24, 22–15   |                                         |                                              |  | Cox Pavilion, Paradise, Nevada Arbitres : Ben Taylor, Kevin Fahy, Jamel Spearman | NBA TV |
| 10 juillet | Boxscore | Bryce Cotton 21 Bembry, Costello 6 DeAndre' Bembry 7 | Points Rebonds Passes d.                | Kelly Oubre 21 Micheal Eric 8 D. J. Cooper 3 |  | Cox Pavilion, Paradise, Nevada Arbitres : Ben Taylor, Kevin Fahy, Jamel Spearman | NBA TV |

| 10 juillet | Boxscore | Milwaukee Bucks 86, NBA D-League Select 91         | Milwaukee Bucks 86, NBA D-League Select 91 | Milwaukee Bucks 86, NBA D-League Select 91              |  | Thomas & Mack Center, Paradise, Nevada Arbitres : Evan Scott, Karl Lane, Brandon Adair | ESPN3 |
| 10 juillet | Boxscore | Score par quart-temps : 21–19, 28–26, 19–22, 18–24 |                                            |                                                         |  | Thomas & Mack Center, Paradise, Nevada Arbitres : Evan Scott, Karl Lane, Brandon Adair | ESPN3 |
| 10 juillet | Boxscore | Rashad Vaughn 24 Thon Maker 17 Brogdon, Vaughn 4   | Points Rebonds Passes d.                   | Jabril Trawick 15 Patrick Christopher 6 Jaron Johnson 5 |  | Thomas & Mack Center, Paradise, Nevada Arbitres : Evan Scott, Karl Lane, Brandon Adair | ESPN3 |

| 10 juillet | Boxscore | Minnesota Timberwolves 80, Toronto Raptors 82      | Minnesota Timberwolves 80, Toronto Raptors 82 | Minnesota Timberwolves 80, Toronto Raptors 82     |  | Cox Pavilion, Paradise, Nevada Arbitres : Nick Meyer, Scott Twardoski, Jason Goldenberg | NBA TV |
| 10 juillet | Boxscore | Score par quart-temps : 13–19, 22–14, 30–24, 15–25 |                                               |                                                   |  | Cox Pavilion, Paradise, Nevada Arbitres : Nick Meyer, Scott Twardoski, Jason Goldenberg | NBA TV |
| 10 juillet | Boxscore | Kris Dunn 21 Kris Dunn 9 Dunn, Jones 4             | Points Rebonds Passes d.                      | Norman Powell 29 Norman Powell 8 Powell, Wright 3 |  | Cox Pavilion, Paradise, Nevada Arbitres : Nick Meyer, Scott Twardoski, Jason Goldenberg | NBA TV |

| 10 juillet | Boxscore | Houston Rockets 85, Sacramento Kings 73            | Houston Rockets 85, Sacramento Kings 73 | Houston Rockets 85, Sacramento Kings 73                     |  | Thomas & Mack Center, Paradise, Nevada Arbitres : Evan Scott, Justin VanDuyne, JB DeRosa | ESPN3 |
| 10 juillet | Boxscore | Score par quart-temps : 23–18, 15–23, 21–15, 26–17 |                                         |                                                             |  | Thomas & Mack Center, Paradise, Nevada Arbitres : Evan Scott, Justin VanDuyne, JB DeRosa | ESPN3 |
| 10 juillet | Boxscore | Sam Dekker 19 Chinanu Onuaku 9 Isaiah Taylor 5     | Points Rebonds Passes d.                | Malachi Richardson 20 Malachi Richardson 7 David Stockton 5 |  | Thomas & Mack Center, Paradise, Nevada Arbitres : Evan Scott, Justin VanDuyne, JB DeRosa | ESPN3 |

| 10 juillet | Boxscore | Utah Jazz 79, New Orleans Pelicans 72              | Utah Jazz 79, New Orleans Pelicans 72 | Utah Jazz 79, New Orleans Pelicans 72           |  | Cox Pavilion, Paradise, Nevada Arbitres : CJ Washington, Phenizee Ransom, Charles Rubia″ | NBA TV |
| 10 juillet | Boxscore | Score par quart-temps : 16–14, 21–18, 22–20, 20–20 |                                       |                                                 |  | Cox Pavilion, Paradise, Nevada Arbitres : CJ Washington, Phenizee Ransom, Charles Rubia″ | NBA TV |
| 10 juillet | Boxscore | Tyrone Wallace 15 Joel Bolomboy 11 Ford, Paige 3   | Points Rebonds Passes d.              | Buddy Hield 21 Cheick Diallo 11 Larry Drew II 6 |  | Cox Pavilion, Paradise, Nevada Arbitres : CJ Washington, Phenizee Ransom, Charles Rubia″ | NBA TV |

| 10 juillet | Boxscore | Chicago Bulls 83, Philadelphia 76ers 70                        | Chicago Bulls 83, Philadelphia 76ers 70 | Chicago Bulls 83, Philadelphia 76ers 70            |  | Thomas & Mack Center, Paradise, Nevada Arbitres : Eric Dalen, Randy Richardson, Isaac Barnett | ESPN2 |
| 10 juillet | Boxscore | Score par quart-temps : 13–12, 18–19, 27–18, 25–21             |                                         |                                                    |  | Thomas & Mack Center, Paradise, Nevada Arbitres : Eric Dalen, Randy Richardson, Isaac Barnett | ESPN2 |
| 10 juillet | Boxscore | Cristiano Felício 17 Cristiano Felício 10 Dinwiddie, Felício 4 | Points Rebonds Passes d.                | Ben Simmons 18 McConnell, Wood 6 T. J. McConnell 4 |  | Thomas & Mack Center, Paradise, Nevada Arbitres : Eric Dalen, Randy Richardson, Isaac Barnett | ESPN2 |

| 10 juillet | Boxscore | San Antonio Spurs 85, Portland Trail Blazers 69   | San Antonio Spurs 85, Portland Trail Blazers 69 | San Antonio Spurs 85, Portland Trail Blazers 69 |  | Cox Pavilion, Paradise, Nevada Arbitres : Suyash Mehta, JT Orr, Jaston Carter | NBA TV |
| 10 juillet | Boxscore | Score par quart-temps : 18–9, 30–24, 13–17, 24–19 |                                                 |                                                 |  | Cox Pavilion, Paradise, Nevada Arbitres : Suyash Mehta, JT Orr, Jaston Carter | NBA TV |
| 10 juillet | Boxscore | Kyle Anderson 23 Cady Lalanne 9 5 joueurs 2       | Points Rebonds Passes d.                        | Noah Vonleh 16 Noah Vonleh 12 Russ Smith 4      |  | Cox Pavilion, Paradise, Nevada Arbitres : Suyash Mehta, JT Orr, Jaston Carter | NBA TV |

| 10 juillet | Boxscore | Phoenix Suns 87, Boston Celtics 74                 | Phoenix Suns 87, Boston Celtics 74 | Phoenix Suns 87, Boston Celtics 74               |  | Thomas & Mack Center, Paradise, Nevada Arbitres : Jacyn Goble, Steven Perry, Haywoode Workman | ESPN2 |
| 10 juillet | Boxscore | Score par quart-temps : 24–16, 20–24, 21–10, 22–24 |                                    |                                                  |  | Thomas & Mack Center, Paradise, Nevada Arbitres : Jacyn Goble, Steven Perry, Haywoode Workman | ESPN2 |
| 10 juillet | Boxscore | Devin Booker 24 Marquese Chriss 14 Devin Booker 7  | Points Rebonds Passes d.           | Jordan Mickey 18 Mickey, Nader 6 Brown, Walden 3 |  | Thomas & Mack Center, Paradise, Nevada Arbitres : Jacyn Goble, Steven Perry, Haywoode Workman | ESPN2 |

#### Jour 4
| 11 juillet | Boxscore | Milwaukee Bucks 81, Memphis Grizzlies 85               | Milwaukee Bucks 81, Memphis Grizzlies 85 | Milwaukee Bucks 81, Memphis Grizzlies 85              |  | Cox Pavilion, Paradise, Nevada Arbitres : Jemel Spearman, Jacyn Goble, Justin VanDuyne | ESPN3 |
| 11 juillet | Boxscore | Score par quart-temps : 18–14, 20–24, 25–27, 18–20     |                                          |                                                       |  | Cox Pavilion, Paradise, Nevada Arbitres : Jemel Spearman, Jacyn Goble, Justin VanDuyne | ESPN3 |
| 11 juillet | Boxscore | Terran Petteway 21 Maker, Petteway 6 Malcolm Brogdon 5 | Points Rebonds Passes d.                 | D. J. Stephens 21 Jonathan Holmes 9 Andrew Harrison 6 |  | Cox Pavilion, Paradise, Nevada Arbitres : Jemel Spearman, Jacyn Goble, Justin VanDuyne | ESPN3 |

| 11 juillet | Boxscore | Brooklyn Nets 72, Atlanta Hawks 65                               | Brooklyn Nets 72, Atlanta Hawks 65 | Brooklyn Nets 72, Atlanta Hawks 65                |  | Thomas & Mack Center, Paradise, Nevada Arbitres : JT Orr, Ray Acosta, John Butler | NBA TV |
| 11 juillet | Boxscore | Score par quart-temps : 18–14, 27–15, 13–21, 14–15               |                                    |                                                   |  | Thomas & Mack Center, Paradise, Nevada Arbitres : JT Orr, Ray Acosta, John Butler | NBA TV |
| 11 juillet | Boxscore | Chris McCullough 16 Chris McCullough 8 Rondae Hollis-Jefferson 4 | Points Rebonds Passes d.           | Brandon Ashley 11 Edy Tavares 8 DeAndre' Bembry 3 |  | Thomas & Mack Center, Paradise, Nevada Arbitres : JT Orr, Ray Acosta, John Butler | NBA TV |

| 11 juillet | Boxscore | Houston Rockets 71, NBA D-League Select 89          | Houston Rockets 71, NBA D-League Select 89 | Houston Rockets 71, NBA D-League Select 89        |  | Cox Pavilion, Paradise, Nevada Arbitres : Marat Kogut, Jason Goldenberg, Mousa Dagher | ESPN3 |
| 11 juillet | Boxscore | Score par quart-temps : 26–23, 15–20, 15–28, 15–18  |                                            |                                                   |  | Cox Pavilion, Paradise, Nevada Arbitres : Marat Kogut, Jason Goldenberg, Mousa Dagher | ESPN3 |
| 11 juillet | Boxscore | Montrezl Harrell 18 Montrezl Harrell 8 Sam Dekker 6 | Points Rebonds Passes d.                   | Joel Wright 19 Jaron Johnson 8 Fields, Holloway 3 |  | Cox Pavilion, Paradise, Nevada Arbitres : Marat Kogut, Jason Goldenberg, Mousa Dagher | ESPN3 |

| 11 juillet | Boxscore | Toronto Raptors 80, Dallas Mavericks 69           | Toronto Raptors 80, Dallas Mavericks 69 | Toronto Raptors 80, Dallas Mavericks 69      |  | Thomas & Mack Center, Paradise, Nevada Arbitres : Gediminas Petraitis, John Conley, Suyash Mehta | NBA TV |
| 11 juillet | Boxscore | Score par quart-temps : 20–15, 16–6, 18–28, 26–20 |                                         |                                              |  | Thomas & Mack Center, Paradise, Nevada Arbitres : Gediminas Petraitis, John Conley, Suyash Mehta | NBA TV |
| 11 juillet | Boxscore | Norman Powell 23 Jakob Poeltl 7 Delon Wright 5    | Points Rebonds Passes d.                | Jameel Warney 14 Jameel Warney 8 3 joueurs 3 |  | Thomas & Mack Center, Paradise, Nevada Arbitres : Gediminas Petraitis, John Conley, Suyash Mehta | NBA TV |

| 11 juillet | Boxscore | Miami Heat 92, Denver Nuggets 81                   | Miami Heat 92, Denver Nuggets 81 | Miami Heat 92, Denver Nuggets 81                       |  | Cox Pavilion, Paradise, Nevada Arbitres : Brent Barnaky, JB DeRosa, Kevin Fahy | ESPN2 |
| 11 juillet | Boxscore | Score par quart-temps : 19–19, 20–25, 27–21, 26–16 |                                  |                                                        |  | Cox Pavilion, Paradise, Nevada Arbitres : Brent Barnaky, JB DeRosa, Kevin Fahy | ESPN2 |
| 11 juillet | Boxscore | Rodney McGruder 23 Okaro White 8 Briante Weber 7   | Points Rebonds Passes d.         | Jamal Murray 29 Juan Hernangómez 12 Juan Hernangómez 5 |  | Cox Pavilion, Paradise, Nevada Arbitres : Brent Barnaky, JB DeRosa, Kevin Fahy | ESPN2 |

| 11 juillet | Boxscore | Cleveland Cavaliers 99, Minnesota Timberwolves 68     | Cleveland Cavaliers 99, Minnesota Timberwolves 68 | Cleveland Cavaliers 99, Minnesota Timberwolves 68 |  | Thomas & Mack Center, Paradise, Nevada Arbitres : Nick Buchert, Vladimir Voyard-Tadal, William Mensah | NBA TV |
| 11 juillet | Boxscore | Score par quart-temps : 20–14, 24–20, 29–9, 26–25     |                                                   |                                                   |  | Thomas & Mack Center, Paradise, Nevada Arbitres : Nick Buchert, Vladimir Voyard-Tadal, William Mensah | NBA TV |
| 11 juillet | Boxscore | Raphiael Putney 19 Cory Jefferson 8 DeAndre Liggins 5 | Points Rebonds Passes d.                          | Tyus Jones 15 Devin Thomas 8 Jones, Silas 3       |  | Thomas & Mack Center, Paradise, Nevada Arbitres : Nick Buchert, Vladimir Voyard-Tadal, William Mensah | NBA TV |

| 11 juillet | Boxscore | Sacramento Kings 66, New Orleans Pelicans 70              | Sacramento Kings 66, New Orleans Pelicans 70 | Sacramento Kings 66, New Orleans Pelicans 70    |  | Cox Pavilion, Paradise, Nevada Arbitres : Karl Lane, Bharat Ramnanan, Randy Richardson | ESPN2 |
| 11 juillet | Boxscore | Score par quart-temps : 20–13, 14–14, 11–27, 21–16        |                                              |                                                 |  | Cox Pavilion, Paradise, Nevada Arbitres : Karl Lane, Bharat Ramnanan, Randy Richardson | ESPN2 |
| 11 juillet | Boxscore | Skal Labissière 16 Willie Cauley-Stein 8 David Stockton 4 | Points Rebonds Passes d.                     | Buddy Hield 23 Diallo, Hield 7 Drew II, Hield 5 |  | Cox Pavilion, Paradise, Nevada Arbitres : Karl Lane, Bharat Ramnanan, Randy Richardson | ESPN2 |

| 11 juillet | Boxscore | Golden State Warriors 65, Los Angeles Lakers 78    | Golden State Warriors 65, Los Angeles Lakers 78 | Golden State Warriors 65, Los Angeles Lakers 78        |  | Thomas & Mack Center, Paradise, Nevada Arbitres : Steve Anderson, Tyler Ford, Chance Moore | NBA TV |
| 11 juillet | Boxscore | Score par quart-temps : 11–17, 16–26, 20–17, 18–18 |                                                 |                                                        |  | Thomas & Mack Center, Paradise, Nevada Arbitres : Steve Anderson, Tyler Ford, Chance Moore | NBA TV |
| 11 juillet | Boxscore | Keifer Sykes 16 Robert Carter 7 Keifer Sykes 3     | Points Rebonds Passes d.                        | D'Angelo Russell 26 Jarvis Varnado 10 Xavier Munford 4 |  | Thomas & Mack Center, Paradise, Nevada Arbitres : Steve Anderson, Tyler Ford, Chance Moore | NBA TV |

#### Jour 5
| 12 juillet | Boxscore | Washington Wizards 87, Brooklyn Nets 85            | Washington Wizards 87, Brooklyn Nets 85 | Washington Wizards 87, Brooklyn Nets 85                      |  | Cox Pavilion, Paradise, Nevada Arbitres : Ben Taylor, Aaron Smith, Amit Balak | ESPN3 |
| 12 juillet | Boxscore | Score par quart-temps : 21–20, 18–24, 21–22, 27–19 |                                         |                                                              |  | Cox Pavilion, Paradise, Nevada Arbitres : Ben Taylor, Aaron Smith, Amit Balak | ESPN3 |
| 12 juillet | Boxscore | Eddie, Oubre Jr. 16 3 joueurs 6 Sterling Gibbs 5   | Points Rebonds Passes d.                | Rondae Hollis-Jefferson 19 Jerrelle Benimon 9 Josh Magette 5 |  | Cox Pavilion, Paradise, Nevada Arbitres : Ben Taylor, Aaron Smith, Amit Balak | ESPN3 |

| 12 juillet | Boxscore | Portland Trail Blazers 92, Utah Jazz 89                                      | Portland Trail Blazers 92, Utah Jazz 89 | Portland Trail Blazers 92, Utah Jazz 89    | 2OT | Thomas & Mack Center, Paradise, Nevada Arbitres : Haywoode Workman, Phenizee Ransom, Harja Jaladri | NBA TV |
| 12 juillet | Boxscore | Score par quart-temps : 19–11, 19–24, 22–23, 22–24 ; prolongation : 7–7, 3–0 |                                         |                                            | 2OT | Thomas & Mack Center, Paradise, Nevada Arbitres : Haywoode Workman, Phenizee Ransom, Harja Jaladri | NBA TV |
| 12 juillet | Boxscore | C. J. Fair 20 Noah Vonleh 10 Pierre Jackson 5                                | Points Rebonds Passes d.                | Trey Lyles 30 Quincy Ford 12 Aaron Craft 6 | 2OT | Thomas & Mack Center, Paradise, Nevada Arbitres : Haywoode Workman, Phenizee Ransom, Harja Jaladri | NBA TV |

| 12 juillet | Boxscore | Boston Celtics 88, Dallas Mavericks 82             | Boston Celtics 88, Dallas Mavericks 82 | Boston Celtics 88, Dallas Mavericks 82                    |  | Cox Pavilion, Paradise, Nevada Arbitres : Jacob Barnett, Marat Kogut, CJ Washington | ESPN2 |
| 12 juillet | Boxscore | Score par quart-temps : 19–14, 18–22, 26–17, 25–29 |                                        |                                                           |  | Cox Pavilion, Paradise, Nevada Arbitres : Jacob Barnett, Marat Kogut, CJ Washington | ESPN2 |
| 12 juillet | Boxscore | Terry Rozier 26 Jaylen Brown 10 R. J. Hunter 4     | Points Rebonds Passes d.               | Justin Anderson 29 Justin Anderson 11 Kyle Collinsworth 4 |  | Cox Pavilion, Paradise, Nevada Arbitres : Jacob Barnett, Marat Kogut, CJ Washington | ESPN2 |

| 12 juillet | Boxscore | Miami Heat 80, Phoenix Suns 71                     | Miami Heat 80, Phoenix Suns 71 | Miami Heat 80, Phoenix Suns 71                 |  | Thomas & Mack Center, Paradise, Nevada Arbitres : Wesley Ford, Steve Anderson, Ray Acosta | NBA TV |
| 12 juillet | Boxscore | Score par quart-temps : 15–16, 23–17, 24–13, 18–25 |                                |                                                |  | Thomas & Mack Center, Paradise, Nevada Arbitres : Wesley Ford, Steve Anderson, Ray Acosta | NBA TV |
| 12 juillet | Boxscore | Michael Carrera 16 Okaro White 12 Briante Weber 6  | Points Rebonds Passes d.       | Alan Williams 18 Alan Williams 10 Tyler Ulis 7 |  | Thomas & Mack Center, Paradise, Nevada Arbitres : Wesley Ford, Steve Anderson, Ray Acosta | NBA TV |

| 12 juillet | Boxscore | San Antonio Spurs 76, Chicago Bulls 79                  | San Antonio Spurs 76, Chicago Bulls 79 | San Antonio Spurs 76, Chicago Bulls 79            |  | Cox Pavilion, Paradise, Nevada Arbitres : Nick Buchert, Jaston Carter, Bharat Ramnanan | ESPN |
| 12 juillet | Boxscore | Score par quart-temps : 20–14, 21–25, 18–21, 17–19      |                                        |                                                   |  | Cox Pavilion, Paradise, Nevada Arbitres : Nick Buchert, Jaston Carter, Bharat Ramnanan | ESPN |
| 12 juillet | Boxscore | Jonathon Simmons 22 Jarnell Stokes 7 Jonathon Simmons 3 | Points Rebonds Passes d.               | Bobby Portis 18 Bobby Portis 8 Denzel Valentine 3 |  | Cox Pavilion, Paradise, Nevada Arbitres : Nick Buchert, Jaston Carter, Bharat Ramnanan | ESPN |

| 12 juillet | Boxscore | Philadelphia 76ers 77, Golden State Warriors 85    | Philadelphia 76ers 77, Golden State Warriors 85 | Philadelphia 76ers 77, Golden State Warriors 85    |  | Thomas & Mack Center, Paradise, Nevada Arbitres : Brent Barnaky, Brandon Adair, Matt Kallio | NBA TV |
| 12 juillet | Boxscore | Score par quart-temps : 20–22, 18–17, 19–26, 20–20 |                                                 |                                                    |  | Thomas & Mack Center, Paradise, Nevada Arbitres : Brent Barnaky, Brandon Adair, Matt Kallio | NBA TV |
| 12 juillet | Boxscore | Christian Wood 22 Holmes, Simmons 8 Ben Simmons 6  | Points Rebonds Passes d.                        | O'Neale, Sykes 16 Ognjen Kuzmić 11 Thomas Walkup 4 |  | Thomas & Mack Center, Paradise, Nevada Arbitres : Brent Barnaky, Brandon Adair, Matt Kallio | NBA TV |

### Classement
Le championnat est déterminé par un tournoi à élimination unique où les 8 meilleures équipes sont exemptées au premier tour.

#### Critères
Les équipes sont classées d’abord par le bilan général, puis par un système de quotient :
- Résultat face à face (applicable uniquement aux liens entre deux équipes et non aux liens entre plusieurs équipes)
- Système de quart-temps (1 point pour la victoire, 0 point pour l’égalité, 0 point pour la défaite, 0 point pour les prolongations)
- Différence de points
- Pile ou face

| #  | Équipe                 | MJ | V | D | PCT   | QT  | DIF |
| -- | ---------------------- | -- | - | - | ----- | --- | --- |
| 1  | Toronto Raptors        | 3  | 3 | 0 | 100%  | 9   | +54 |
| 2  | Chicago Bulls          | 3  | 3 | 0 | 100%  | 9   | +25 |
| 3  | Los Angeles Lakers     | 3  | 3 | 0 | 100%  | 7   |     |
| 4  | Denver Nuggets         | 3  | 2 | 1 | 66,7% | 8   |     |
| 5  | Phoenix Suns           | 3  | 2 | 1 | 66,7% | 7   | +17 |
| 6  | Brooklyn Nets          | 3  | 2 | 1 | 66,7% | 7   | +11 |
| 7  | Washington Wizards     | 3  | 2 | 1 | 66,7% | 6.5 | +9  |
| 8  | Memphis Grizzlies      | 3  | 2 | 1 | 66,7% | 6.5 | -20 |
| 9  | San Antonio Spurs      | 3  | 2 | 1 | 66,7% | 6   | +15 |
| 10 | Atlanta Hawks          | 3  | 2 | 1 | 66,7% | 6   | +6  |
| 11 | NBA D-League Select    | 3  | 2 | 1 | 66,7% | 6   | +3  |
| 12 | Miami Heat             | 3  | 2 | 1 | 66,7% | 5.5 |     |
| 13 | Utah Jazz              | 3  | 1 | 2 | 33,3% | 8   |     |
| 14 | Cleveland Cavaliers    | 3  | 1 | 2 | 33,3% | 6.5 |     |
| 15 | Dallas Mavericks       | 3  | 1 | 2 | 33,3% | 6   | +2  |
| 16 | Golden State Warriors  | 3  | 1 | 2 | 33,3% | 6   | -7  |
| 17 | Houston Rockets        | 3  | 1 | 2 | 33,3% | 6   | -11 |
| 18 | Milwaukee Bucks        | 3  | 1 | 2 | 33,3% | 5.5 |     |
| 19 | Boston Celtics         | 3  | 1 | 2 | 33,3% | 5   |     |
| 20 | Portland Trail Blazers | 3  | 1 | 2 | 33,3% | 3   |     |
| 21 | New Orleans Pelicans   | 3  | 1 | 2 | 33,3% | 2.5 |     |
| 22 | Philadelphia 76ers     | 3  | 0 | 3 | 0%    | 5.5 |     |
| 23 | Sacramento Kings       | 3  | 0 | 3 | 0%    | 3.5 |     |
| 24 | Minnesota Timberwolves | 3  | 0 | 3 | 0%    | 3   |     |

### Tableau final
|  | Premier tour | Premier tour | Premier tour |    |                 | Second tour  | Second tour | Second tour |  |    | Quarts de finale | Quarts de finale | Quarts de finale |    |           | Demi-finales | Demi-finales | Demi-finales |    |           | Finale | Finale  | Finale |
|  |              |              |              |    |                 |              |             |             |  |    |                  |                  |                  |    |           |              |              |              |    |           |        |         |        |
|  | 1            | Toronto      |              |    |                 |              |             |             |  |    |                  |                  |                  |    |           |              |              |              |    |           |        |         |        |
|  |              | Exempt       |              |    |                 |              |             |             |  |    |                  |                  |                  |    |           |              |              |              |    |           |        |         |        |
|  |              | 1            | Toronto      | 75 |                 |              |             |             |  |    |                  |                  |                  |    |           |              |              |              |    |           |        |         |        |
|  |              |              |              | 75 |                 |              |             |             |  |    |                  |                  |                  |    |           |              |              |              |    |           |        |         |        |
|  |              | 16           | Golden State | 69 |                 |              |             |             |  |    |                  |                  |                  |    |           |              |              |              |    |           |        |         |        |
|  | 16           | 16           | Golden State | 69 | Golden State    | 80           |             |             |  |    |                  |                  |                  |    |           |              |              |              |    |           |        |         |        |
|  | 16           |              |              |    | Golden State    | 80           |             |             |  |    |                  |                  |                  |    |           |              |              |              |    |           |        |         |        |
|  | 17           | Houston      | 76           |    |                 |              |             |             |  |    |                  |                  |                  |    |           |              |              |              |    |           |        |         |        |
|  | 17           | Houston      | 76           |    |                 |              |             |             |  | 1  | Toronto          | 79               |                  |    |           |              |              |              |    |           |        |         |        |
|  |              |              |              |    |                 |              |             |             |  | 1  | Toronto          | 79               |                  |    |           |              |              |              |    |           |        |         |        |
|  |              | 24           | Minnesota    | 81 |                 |              |             |             |  |    |                  |                  |                  |    |           |              |              |              |    |           |        |         |        |
|  | 9            | 24           | Minnesota    | 81 | San Antonio     | 71           |             |             |  |    |                  |                  |                  |    |           |              |              |              |    |           |        |         |        |
|  | 9            |              |              |    | San Antonio     | 71           |             |             |  |    |                  |                  |                  |    |           |              |              |              |    |           |        |         |        |
|  | 24           | Minnesota    | 80           |    |                 |              |             |             |  |    |                  |                  |                  |    |           |              |              |              |    |           |        |         |        |
|  | 24           | Minnesota    | 80           |    | 24              | Minnesota    | 89          |             |  |    |                  |                  |                  |    |           |              |              |              |    |           |        |         |        |
|  |              |              |              |    | 24              | Minnesota    | 89          |             |  |    |                  |                  |                  |    |           |              |              |              |    |           |        |         |        |
|  |              | 8            | Memphis      | 85 |                 |              |             |             |  |    |                  |                  |                  |    |           |              |              |              |    |           |        |         |        |
|  |              | 8            | Memphis      | 85 | Exempt          |              |             |             |  |    |                  |                  |                  |    |           |              |              |              |    |           |        |         |        |
|  |              |              |              |    |                 |              |             |             |  |    |                  |                  |                  |    |           |              |              |              |    |           |        |         |        |
|  | 8            | Memphis      |              |    |                 |              |             |             |  |    |                  |                  |                  |    |           |              |              |              |    |           |        |         |        |
|  | 8            | Memphis      |              |    |                 |              |             |             |  |    |                  |                  |                  | 24 | Minnesota | 93           |              |              |    |           |        |         |        |
|  |              |              |              |    |                 |              |             |             |  |    |                  |                  |                  |    | Minnesota | 93           |              |              |    |           |        |         |        |
|  |              | 5            | Phoenix      | 83 |                 |              |             |             |  |    |                  |                  |                  |    |           |              |              |              |    |           |        |         |        |
|  | 5            | 5            | Phoenix      | 83 | Phoenix         |              |             |             |  |    |                  |                  |                  |    |           |              |              |              |    |           |        |         |        |
|  | 5            |              |              |    | Phoenix         |              |             |             |  |    |                  |                  |                  |    |           |              |              |              |    |           |        |         |        |
|  |              | Exempt       |              |    |                 |              |             |             |  |    |                  |                  |                  |    |           |              |              |              |    |           |        |         |        |
|  |              | 5            | Phoenix      | 77 |                 |              |             |             |  |    |                  |                  |                  |    |           |              |              |              |    |           |        |         |        |
|  |              |              |              | 77 |                 |              |             |             |  |    |                  |                  |                  |    |           |              |              |              |    |           |        |         |        |
|  |              | 12           | Miami        | 74 |                 |              |             |             |  |    |                  |                  |                  |    |           |              |              |              |    |           |        |         |        |
|  | 12           | 12           | Miami        | 74 | Miami           | 81           |             |             |  |    |                  |                  |                  |    |           |              |              |              |    |           |        |         |        |
|  | 12           |              |              |    | Miami           | 81           |             |             |  |    |                  |                  |                  |    |           |              |              |              |    |           |        |         |        |
|  | 21           | New Orleans  | 77           |    |                 |              |             |             |  |    |                  |                  |                  |    |           |              |              |              |    |           |        |         |        |
|  | 21           | New Orleans  | 77           |    |                 |              |             |             |  | 5  | Phoenix          | 82*              |                  |    |           |              |              |              |    |           |        |         |        |
|  |              |              |              |    |                 |              |             |             |  | 5  | Phoenix          | 82*              |                  |    |           |              |              |              |    |           |        |         |        |
|  |              | 4            | Denver       | 81 |                 |              |             |             |  |    |                  |                  |                  |    |           |              |              |              |    |           |        |         |        |
|  | 13           | 4            | Denver       | 81 | Utah            | 86           |             |             |  |    |                  |                  |                  |    |           |              |              |              |    |           |        |         |        |
|  | 13           |              |              |    | Utah            | 86           |             |             |  |    |                  |                  |                  |    |           |              |              |              |    |           |        |         |        |
|  | 20           | Portland     | 71           |    |                 |              |             |             |  |    |                  |                  |                  |    |           |              |              |              |    |           |        |         |        |
|  | 20           | Portland     | 71           |    | 13              | Utah         | 60          |             |  |    |                  |                  |                  |    |           |              |              |              |    |           |        |         |        |
|  |              |              |              |    | 13              | Utah         | 60          |             |  |    |                  |                  |                  |    |           |              |              |              |    |           |        |         |        |
|  |              | 4            | Denver       | 80 |                 |              |             |             |  |    |                  |                  |                  |    |           |              |              |              |    |           |        |         |        |
|  |              | 4            | Denver       | 80 | Exempt          |              |             |             |  |    |                  |                  |                  |    |           |              |              |              |    |           |        |         |        |
|  |              |              |              |    |                 |              |             |             |  |    |                  |                  |                  |    |           |              |              |              |    |           |        |         |        |
|  | 4            | Denver       |              |    |                 |              |             |             |  |    |                  |                  |                  |    |           |              |              |              |    |           |        |         |        |
|  | 4            | Denver       |              |    |                 |              |             |             |  |    |                  |                  |                  |    |           |              |              |              | 24 | Minnesota | 82     |         |        |
|  |              |              |              |    |                 |              |             |             |  |    |                  |                  |                  |    |           |              |              |              | 24 | Minnesota | 82     |         |        |
|  |              |              |              |    |                 |              |             |             |  |    |                  |                  |                  |    |           |              |              |              |    |           | 2      | Chicago | 84*    |
|  | 3            | L.A. Lakers  |              |    |                 |              |             |             |  |    |                  |                  |                  |    |           |              |              |              |    |           | 2      | Chicago | 84*    |
|  | 3            | L.A. Lakers  |              |    |                 |              |             |             |  |    |                  |                  |                  |    |           |              |              |              |    |           |        |         |        |
|  |              | Exempt       |              |    |                 |              |             |             |  |    |                  |                  |                  |    |           |              |              |              |    |           |        |         |        |
|  |              | 3            | L.A. Lakers  | 80 |                 |              |             |             |  |    |                  |                  |                  |    |           |              |              |              |    |           |        |         |        |
|  |              |              |              | 80 |                 |              |             |             |  |    |                  |                  |                  |    |           |              |              |              |    |           |        |         |        |
|  |              | 14           | Cleveland    | 88 |                 |              |             |             |  |    |                  |                  |                  |    |           |              |              |              |    |           |        |         |        |
|  | 14           | 14           | Cleveland    | 88 | Cleveland       | 98           |             |             |  |    |                  |                  |                  |    |           |              |              |              |    |           |        |         |        |
|  | 14           |              |              |    | Cleveland       | 98           |             |             |  |    |                  |                  |                  |    |           |              |              |              |    |           |        |         |        |
|  | 19           | Boston       | 94           |    |                 |              |             |             |  |    |                  |                  |                  |    |           |              |              |              |    |           |        |         |        |
|  | 19           | Boston       | 94           |    |                 |              |             |             |  | 14 | Cleveland        | 91*              |                  |    |           |              |              |              |    |           |        |         |        |
|  |              |              |              |    |                 |              |             |             |  | 14 | Cleveland        | 91*              |                  |    |           |              |              |              |    |           |        |         |        |
|  |              | 6            | Brooklyn     | 83 |                 |              |             |             |  |    |                  |                  |                  |    |           |              |              |              |    |           |        |         |        |
|  | 11           | 6            | Brooklyn     | 83 | D-League Select | 71           |             |             |  |    |                  |                  |                  |    |           |              |              |              |    |           |        |         |        |
|  | 11           |              |              |    | D-League Select | 71           |             |             |  |    |                  |                  |                  |    |           |              |              |              |    |           |        |         |        |
|  | 22           | Philadelphie | 108          |    |                 |              |             |             |  |    |                  |                  |                  |    |           |              |              |              |    |           |        |         |        |
|  | 22           | Philadelphie | 108          |    | 22              | Philadelphie | 84          |             |  |    |                  |                  |                  |    |           |              |              |              |    |           |        |         |        |
|  |              |              |              |    | 22              | Philadelphie | 84          |             |  |    |                  |                  |                  |    |           |              |              |              |    |           |        |         |        |
|  |              | 6            | Brooklyn     | 87 |                 |              |             |             |  |    |                  |                  |                  |    |           |              |              |              |    |           |        |         |        |
|  |              | 6            | Brooklyn     | 87 | Exempt          |              |             |             |  |    |                  |                  |                  |    |           |              |              |              |    |           |        |         |        |
|  |              |              |              |    |                 |              |             |             |  |    |                  |                  |                  |    |           |              |              |              |    |           |        |         |        |
|  | 6            | Brooklyn     |              |    |                 |              |             |             |  |    |                  |                  |                  |    |           |              |              |              |    |           |        |         |        |
|  | 6            | Brooklyn     |              |    |                 |              |             |             |  |    |                  |                  |                  | 14 | Cleveland | 79           |              |              |    |           |        |         |        |
|  |              |              |              |    |                 |              |             |             |  |    |                  |                  |                  |    | Cleveland | 79           |              |              |    |           |        |         |        |
|  |              | 2            | Chicago      | 85 |                 |              |             |             |  |    |                  |                  |                  |    |           |              |              |              |    |           |        |         |        |
|  | 7            | 2            | Chicago      | 85 | Washington      |              |             |             |  |    |                  |                  |                  |    |           |              |              |              |    |           |        |         |        |
|  | 7            |              |              |    | Washington      |              |             |             |  |    |                  |                  |                  |    |           |              |              |              |    |           |        |         |        |
|  |              | Exempt       |              |    |                 |              |             |             |  |    |                  |                  |                  |    |           |              |              |              |    |           |        |         |        |
|  |              | 7            | Washington   | 71 |                 |              |             |             |  |    |                  |                  |                  |    |           |              |              |              |    |           |        |         |        |
|  |              |              |              | 71 |                 |              |             |             |  |    |                  |                  |                  |    |           |              |              |              |    |           |        |         |        |
|  |              | 10           | Atlanta      | 60 |                 |              |             |             |  |    |                  |                  |                  |    |           |              |              |              |    |           |        |         |        |
|  | 10           | 10           | Atlanta      | 60 | Atlanta         | 81           |             |             |  |    |                  |                  |                  |    |           |              |              |              |    |           |        |         |        |
|  | 10           |              |              |    | Atlanta         | 81           |             |             |  |    |                  |                  |                  |    |           |              |              |              |    |           |        |         |        |
|  | 23           | Sacramento   | 61           |    |                 |              |             |             |  |    |                  |                  |                  |    |           |              |              |              |    |           |        |         |        |
|  | 23           | Sacramento   | 61           |    |                 |              |             |             |  | 7  | Washington       | 85               |                  |    |           |              |              |              |    |           |        |         |        |
|  |              |              |              |    |                 |              |             |             |  | 7  | Washington       | 85               |                  |    |           |              |              |              |    |           |        |         |        |
|  |              | 2            | Chicago      | 88 |                 |              |             |             |  |    |                  |                  |                  |    |           |              |              |              |    |           |        |         |        |
|  | 15           | 2            | Chicago      | 88 | Dallas          | 81           |             |             |  |    |                  |                  |                  |    |           |              |              |              |    |           |        |         |        |
|  | 15           |              |              |    | Dallas          | 81           |             |             |  |    |                  |                  |                  |    |           |              |              |              |    |           |        |         |        |
|  | 18           | Milwaukee    | 64           |    |                 |              |             |             |  |    |                  |                  |                  |    |           |              |              |              |    |           |        |         |        |
|  | 18           | Milwaukee    | 64           |    | 15              | Dallas       | 73          |             |  |    |                  |                  |                  |    |           |              |              |              |    |           |        |         |        |
|  |              |              |              |    | 15              | Dallas       | 73          |             |  |    |                  |                  |                  |    |           |              |              |              |    |           |        |         |        |
|  |              | 2            | Chicago      | 86 |                 |              |             |             |  |    |                  |                  |                  |    |           |              |              |              |    |           |        |         |        |
|  |              | 2            | Chicago      | 86 | Exempt          |              |             |             |  |    |                  |                  |                  |    |           |              |              |              |    |           |        |         |        |
|  |              |              |              |    |                 |              |             |             |  |    |                  |                  |                  |    |           |              |              |              |    |           |        |         |        |
|  | 2            | Chicago      |              |    |                 |              |             |             |  |    |                  |                  |                  |    |           |              |              |              |    |           |        |         |        |

* :  Match en prolongation

### Phases finales

#### Premier tour
| 13 juillet | Boxscore | #23 Sacramento Kings 61, #10 Atlanta Hawks 81                | #23 Sacramento Kings 61, #10 Atlanta Hawks 81 | #23 Sacramento Kings 61, #10 Atlanta Hawks 81      |  | Cox Pavilion, Paradise, Nevada Arbitres : Jemel Spearman, William Mensah, Ben Taylor | ESPN3 |
| 13 juillet | Boxscore | Score par quart-temps : 18–22, 19–20, 16–22, 8–17            |                                               |                                                    |  | Cox Pavilion, Paradise, Nevada Arbitres : Jemel Spearman, William Mensah, Ben Taylor | ESPN3 |
| 13 juillet | Boxscore | Retin Obasohan 12 Labissière, Papagiannis 5 Isaiah Cousins 6 | Points Rebonds Passes d.                      | Taurean Prince 21 Prince, Tavares 9 Kevin Pangos 7 |  | Cox Pavilion, Paradise, Nevada Arbitres : Jemel Spearman, William Mensah, Ben Taylor | ESPN3 |

| 13 juillet | Boxscore | #21 New Orleans Pelicans 77, #12 Miami Heat 81     | #21 New Orleans Pelicans 77, #12 Miami Heat 81 | #21 New Orleans Pelicans 77, #12 Miami Heat 81 |  | Thomas & Mack Center, Paradise, Nevada Arbitres : Brandon Schwab, Tyler Ford, Jacyn Goble | NBA TV |
| 13 juillet | Boxscore | Score par quart-temps : 19–20, 17–23, 25–14, 16–24 |                                                |                                                |  | Thomas & Mack Center, Paradise, Nevada Arbitres : Brandon Schwab, Tyler Ford, Jacyn Goble | NBA TV |
| 13 juillet | Boxscore | Buddy Hield 16 Cheick Diallo 12 Buddy Hield 5      | Points Rebonds Passes d.                       | Briante Weber 18 Stefan Janković 6 6 joueurs 2 |  | Thomas & Mack Center, Paradise, Nevada Arbitres : Brandon Schwab, Tyler Ford, Jacyn Goble | NBA TV |

| 13 juillet | Boxscore | #24 Minnesota Timberwolves 80, #9 San Antonio Spurs 71 | #24 Minnesota Timberwolves 80, #9 San Antonio Spurs 71 | #24 Minnesota Timberwolves 80, #9 San Antonio Spurs 71  |  | Cox Pavilion, Paradise, Nevada Arbitres : Tre Maddox, Jaston Carter, Brandon Adair | ESPN3 |
| 13 juillet | Boxscore | Score par quart-temps : 28–19, 19–17, 24–21, 9–14      |                                                        |                                                         |  | Cox Pavilion, Paradise, Nevada Arbitres : Tre Maddox, Jaston Carter, Brandon Adair | ESPN3 |
| 13 juillet | Boxscore | Adreian Payne 20 Adreian Payne 7 Tyus Jones 9          | Points Rebonds Passes d.                               | Jonathon Simmons 19 Jarnell Stokes 8 Ryan Arcidiacono 2 |  | Cox Pavilion, Paradise, Nevada Arbitres : Tre Maddox, Jaston Carter, Brandon Adair | ESPN3 |

| 13 juillet | Boxscore | #22 Philadelphia 76ers 108, #11 NBA D-League Select 71 | #22 Philadelphia 76ers 108, #11 NBA D-League Select 71 | #22 Philadelphia 76ers 108, #11 NBA D-League Select 71 |  | Thomas & Mack Center, Paradise, Nevada Arbitres : JT Orr, Brett Nansel, Isaac Barnett | NBA TV |
| 13 juillet | Boxscore | Score par quart-temps : 27–16, 29–26, 25–14, 27–15     |                                                        |                                                        |  | Thomas & Mack Center, Paradise, Nevada Arbitres : JT Orr, Brett Nansel, Isaac Barnett | NBA TV |
| 13 juillet | Boxscore | Shawn Long 21 Paul, Webb III 6 T. J. McConnell 9       | Points Rebonds Passes d.                               | Brandon Fields 15 Jabril Trawick 7 Jaron Johnson 2     |  | Thomas & Mack Center, Paradise, Nevada Arbitres : JT Orr, Brett Nansel, Isaac Barnett | NBA TV |

| 13 juillet | Boxscore | #19 Boston Celtics 94, #14 Cleveland Cavaliers 98  | #19 Boston Celtics 94, #14 Cleveland Cavaliers 98 | #19 Boston Celtics 94, #14 Cleveland Cavaliers 98        |  | Cox Pavilion, Paradise, Nevada Arbitres : JB DeRosa, John Butler, Charles Rubia | ESPN2 |
| 13 juillet | Boxscore | Score par quart-temps : 23–20, 20–25, 22–27, 29–26 |                                                   |                                                          |  | Cox Pavilion, Paradise, Nevada Arbitres : JB DeRosa, John Butler, Charles Rubia | ESPN2 |
| 13 juillet | Boxscore | Jaylen Brown 25 Jaylen Brown 9 Rozier, Yabusele 2  | Points Rebonds Passes d.                          | Jordan McRae 32 Sir'Dominic Pointer 6 Felder, Stockton 3 |  | Cox Pavilion, Paradise, Nevada Arbitres : JB DeRosa, John Butler, Charles Rubia | ESPN2 |

| 13 juillet | Boxscore | #20 Portland Trail Blazers 71, #13 Utah Jazz 86    | #20 Portland Trail Blazers 71, #13 Utah Jazz 86 | #20 Portland Trail Blazers 71, #13 Utah Jazz 86 |  | Thomas & Mack Center, Paradise, Nevada Arbitres : Sir Allen Conner, Jason Goldenberg, Gediminas Petraitis | NBA TV |
| 13 juillet | Boxscore | Score par quart-temps : 18–18, 19–28, 14–19, 20–21 |                                                 |                                                 |  | Thomas & Mack Center, Paradise, Nevada Arbitres : Sir Allen Conner, Jason Goldenberg, Gediminas Petraitis | NBA TV |
| 13 juillet | Boxscore | Pierre Jackson 18 Bachynski, Jackson 6 3 joueurs 3 | Points Rebonds Passes d.                        | Tibor Pleiss 20 Joel Bolomboy 9 Joel Bolomboy 3 |  | Thomas & Mack Center, Paradise, Nevada Arbitres : Sir Allen Conner, Jason Goldenberg, Gediminas Petraitis | NBA TV |

| 13 juillet | Boxscore | #18 Milwaukee Bucks 64, #15 Dallas Mavericks 81   | #18 Milwaukee Bucks 64, #15 Dallas Mavericks 81 | #18 Milwaukee Bucks 64, #15 Dallas Mavericks 81 |  | Cox Pavilion, Paradise, Nevada Arbitres : Karl Lane, Aaron Smith, Matthew Myers | ESPN2 |
| 13 juillet | Boxscore | Score par quart-temps : 17–17, 18–19, 8–24, 21–21 |                                                 |                                                 |  | Cox Pavilion, Paradise, Nevada Arbitres : Karl Lane, Aaron Smith, Matthew Myers | ESPN2 |
| 13 juillet | Boxscore | Thon Maker 17 Joshua Smith 7 Malcolm Brogdon 5    | Points Rebonds Passes d.                        | Jonathan Gibson 14 Jameel Warney 12 3 joueurs 3 |  | Cox Pavilion, Paradise, Nevada Arbitres : Karl Lane, Aaron Smith, Matthew Myers | ESPN2 |

| 13 juillet | Boxscore | #17 Houston Rockets 76, #16 Golden State Warriors 80   | #17 Houston Rockets 76, #16 Golden State Warriors 80 | #17 Houston Rockets 76, #16 Golden State Warriors 80 |  | Thomas & Mack Center, Paradise, Nevada Arbitres : Vladimir Voyard-Tadal, Randy Richardson, Charles Watson | NBA TV |
| 13 juillet | Boxscore | Score par quart-temps : 18–21, 16–23, 24–20, 18–16     |                                                      |                                                      |  | Thomas & Mack Center, Paradise, Nevada Arbitres : Vladimir Voyard-Tadal, Randy Richardson, Charles Watson | NBA TV |
| 13 juillet | Boxscore | K. J. McDaniels 25 K. J. McDaniels 9 Freeman, Taylor 5 | Points Rebonds Passes d.                             | Keifer Sykes 17 Ognjen Kuzmić 10 Ognjen Kuzmić 4     |  | Thomas & Mack Center, Paradise, Nevada Arbitres : Vladimir Voyard-Tadal, Randy Richardson, Charles Watson | NBA TV |

#### Second tour
| 14 juillet | Boxscore | #10 Atlanta Hawks 60, #7 Washington Wizards 71        | #10 Atlanta Hawks 60, #7 Washington Wizards 71 | #10 Atlanta Hawks 60, #7 Washington Wizards 71 |  | Cox Pavilion, Paradise, Nevada Arbitres : Marat Kogut, Matthew Myers, Jemel Spearman | NBA TV |
| 14 juillet | Boxscore | Score par quart-temps : 14–15, 23–10, 11–20, 12–26    |                                                |                                                |  | Cox Pavilion, Paradise, Nevada Arbitres : Marat Kogut, Matthew Myers, Jemel Spearman | NBA TV |
| 14 juillet | Boxscore | Brandon Ashley 12 Prince, Tavares 7 DeAndre' Bembry 4 | Points Rebonds Passes d.                       | Kelly Oubre 22 3 joueurs 6 Nate Wolters 3      |  | Cox Pavilion, Paradise, Nevada Arbitres : Marat Kogut, Matthew Myers, Jemel Spearman | NBA TV |

| 14 juillet | Boxscore | #24 Minnesota Timberwolves 89, #8 Memphis Grizzlies 85 | #24 Minnesota Timberwolves 89, #8 Memphis Grizzlies 85 | #24 Minnesota Timberwolves 89, #8 Memphis Grizzlies 85 |  | Thomas & Mack Center, Paradise, Nevada Arbitres : JT Orr, Phenizee Ransom, Nick Meyer | ESPN2 |
| 14 juillet | Boxscore | Score par quart-temps : 22–19, 20–18, 17–19, 30–29     |                                                        |                                                        |  | Thomas & Mack Center, Paradise, Nevada Arbitres : JT Orr, Phenizee Ransom, Nick Meyer | ESPN2 |
| 14 juillet | Boxscore | Tyus Jones 26 Devin Thomas 10 Tyus Jones 10            | Points Rebonds Passes d.                               | Levi Randolph 26 Vince Hunter 10 Wade Baldwin IV 3     |  | Thomas & Mack Center, Paradise, Nevada Arbitres : JT Orr, Phenizee Ransom, Nick Meyer | ESPN2 |

| 14 juillet | Boxscore | #12 Miami Heat 74, #5 Phoenix Suns 77              | #12 Miami Heat 74, #5 Phoenix Suns 77 | #12 Miami Heat 74, #5 Phoenix Suns 77       |  | Cox Pavilion, Paradise, Nevada Arbitres : Haywoode Workman, Isaac Barnett, Evan Scott | NBA TV |
| 14 juillet | Boxscore | Score par quart-temps : 23–23, 14–23, 16–14, 21–17 |                                       |                                             |  | Cox Pavilion, Paradise, Nevada Arbitres : Haywoode Workman, Isaac Barnett, Evan Scott | NBA TV |
| 14 juillet | Boxscore | Victor Rudd 24 Briante Weber 7 Briante Weber 3     | Points Rebonds Passes d.              | Tyler Ulis 20 Alan Williams 11 Tyler Ulis 8 |  | Cox Pavilion, Paradise, Nevada Arbitres : Haywoode Workman, Isaac Barnett, Evan Scott | NBA TV |

| 14 juillet | Boxscore | #22 Philadelphia 76ers 84, #6 Brooklyn Nets 87     | #22 Philadelphia 76ers 84, #6 Brooklyn Nets 87 | #22 Philadelphia 76ers 84, #6 Brooklyn Nets 87            |  | Thomas & Mack Center, Paradise, Nevada Arbitres : Steve Anderson, John Conley, Nick Heater | ESPNU |
| 14 juillet | Boxscore | Score par quart-temps : 20–22, 24–19, 24–23, 16–23 |                                                |                                                           |  | Thomas & Mack Center, Paradise, Nevada Arbitres : Steve Anderson, John Conley, Nick Heater | ESPNU |
| 14 juillet | Boxscore | Brandon Paul 18 Richaun Holmes 8 T. J. McConnell 8 | Points Rebonds Passes d.                       | Sean Kilpatrick 24 Chris McCullough 10 Isaiah Whitehead 5 |  | Thomas & Mack Center, Paradise, Nevada Arbitres : Steve Anderson, John Conley, Nick Heater | ESPNU |

| 14 juillet | Boxscore | #13 Utah Jazz 60, #4 Denver Nuggets 80             | #13 Utah Jazz 60, #4 Denver Nuggets 80 | #13 Utah Jazz 60, #4 Denver Nuggets 80                |  | Cox Pavilion, Paradise, Nevada Arbitres : CJ Washington, Jacyn Goble, Suyash Mehta | NBA TV |
| 14 juillet | Boxscore | Score par quart-temps : 21–23, 12–14, 12–27, 15–16 |                                        |                                                       |  | Cox Pavilion, Paradise, Nevada Arbitres : CJ Washington, Jacyn Goble, Suyash Mehta | NBA TV |
| 14 juillet | Boxscore | 3 joueurs 10 Joel Bolomboy 8 Tyrone Wallace 4      | Points Rebonds Passes d.               | Jamal Murray 20 Cornelie, Sampson 6 Jimmer Fredette 4 |  | Cox Pavilion, Paradise, Nevada Arbitres : CJ Washington, Jacyn Goble, Suyash Mehta | NBA TV |

| 14 juillet | Boxscore | #15 Dallas Mavericks 73, #2 Chicago Bulls 86       | #15 Dallas Mavericks 73, #2 Chicago Bulls 86 | #15 Dallas Mavericks 73, #2 Chicago Bulls 86     |  | Thomas & Mack Center, Paradise, Nevada Arbitres : Steven Perry, Justin VanDuyne, Andy Nagy | ESPN2 |
| 14 juillet | Boxscore | Score par quart-temps : 15–19, 14–19, 23–25, 21–23 |                                              |                                                  |  | Thomas & Mack Center, Paradise, Nevada Arbitres : Steven Perry, Justin VanDuyne, Andy Nagy | ESPN2 |
| 14 juillet | Boxscore | Justin Anderson 17 3 joueurs 5 3 joueurs 3         | Points Rebonds Passes d.                     | Bobby Portis 19 Felício, Portis 8 Jerian Grant 6 |  | Thomas & Mack Center, Paradise, Nevada Arbitres : Steven Perry, Justin VanDuyne, Andy Nagy | ESPN2 |

| 14 juillet | Boxscore | #16 Golden State Warriors 69, #1 Toronto Raptors 75 | #16 Golden State Warriors 69, #1 Toronto Raptors 75 | #16 Golden State Warriors 69, #1 Toronto Raptors 75 |  | Cox Pavilion, Paradise, Nevada Arbitres : Vladimir Voyard-Tadal, Bharat Ram, Chance Moore | NBA TV |
| 14 juillet | Boxscore | Score par quart-temps : 15–21, 20–18, 15–15, 19–21  |                                                     |                                                     |  | Cox Pavilion, Paradise, Nevada Arbitres : Vladimir Voyard-Tadal, Bharat Ram, Chance Moore | NBA TV |
| 14 juillet | Boxscore | Patrick McCaw 28 Royce O'Neale 14 O'Neale, Sykes 5  | Points Rebonds Passes d.                            | Norman Powell 17 Jakob Poeltl 7 Delon Wright 4      |  | Cox Pavilion, Paradise, Nevada Arbitres : Vladimir Voyard-Tadal, Bharat Ram, Chance Moore | NBA TV |

| 14 juillet | Boxscore | #14 Cleveland Cavaliers 88, #3 Los Angeles Lakers 80 | #14 Cleveland Cavaliers 88, #3 Los Angeles Lakers 80 | #14 Cleveland Cavaliers 88, #3 Los Angeles Lakers 80       |  | Thomas & Mack Center, Paradise, Nevada Arbitres : JB DeRosa, Sir Allen Conner, Matt Kallio | ESPN2 |
| 14 juillet | Boxscore | Score par quart-temps : 21–21, 15–31, 29–15, 23–13   |                                                      |                                                            |  | Thomas & Mack Center, Paradise, Nevada Arbitres : JB DeRosa, Sir Allen Conner, Matt Kallio | ESPN2 |
| 14 juillet | Boxscore | Jordan McRae 36 DeAndre Liggins 11 Kay Felder 3      | Points Rebonds Passes d.                             | D'Angelo Russell 19 Larry Nance, Jr. 10 D'Angelo Russell 4 |  | Thomas & Mack Center, Paradise, Nevada Arbitres : JB DeRosa, Sir Allen Conner, Matt Kallio | ESPN2 |

#### Tour de consolation
| 15 juillet | Boxscore | #23 Sacramento Kings 86, #9 San Antonio Spurs 90                        | #23 Sacramento Kings 86, #9 San Antonio Spurs 90 | #23 Sacramento Kings 86, #9 San Antonio Spurs 90    | OT | Cox Pavilion, Paradise, Nevada Arbitres : Haywoode Workman, Aaron Smith, Charles Rubia | ESPN3 |
| 15 juillet | Boxscore | Score par quart-temps : 19–15, 23–20, 24–21, 18–28 ; prolongation : 2–6 |                                                  |                                                     | OT | Cox Pavilion, Paradise, Nevada Arbitres : Haywoode Workman, Aaron Smith, Charles Rubia | ESPN3 |
| 15 juillet | Boxscore | Skal Labissière 19 3 juillet 5 Duje Dukan 4                             | Points Rebonds Passes d.                         | Dejounte Murray 20 Landry Nnoko 6 Dejounte Murray 9 | OT | Cox Pavilion, Paradise, Nevada Arbitres : Haywoode Workman, Aaron Smith, Charles Rubia | ESPN3 |

| 15 juillet | Boxscore | #21 New Orleans Pelicans 76, #11 NBA D-League Select 88 | #21 New Orleans Pelicans 76, #11 NBA D-League Select 88 | #21 New Orleans Pelicans 76, #11 NBA D-League Select 88 |  | Thomas & Mack Center, Paradise, Nevada Arbitres : Chance Moore, Karl Lane, Jason Goldenberg | NBA TV |
| 15 juillet | Boxscore | Score par quart-temps : 25–15, 21–21, 17–31, 13–21      |                                                         |                                                         |  | Thomas & Mack Center, Paradise, Nevada Arbitres : Chance Moore, Karl Lane, Jason Goldenberg | NBA TV |
| 15 juillet | Boxscore | Jameel McKay 16 Jameel McKay 13 Ryan Boatright 9        | Points Rebonds Passes d.                                | Quinn Cook 19 Joel Wright 8 Quinn Cook 6                |  | Thomas & Mack Center, Paradise, Nevada Arbitres : Chance Moore, Karl Lane, Jason Goldenberg | NBA TV |

| 15 juillet | Boxscore | #20 Portland Trail Blazers 80, #19 Boston Celtics 75 | #20 Portland Trail Blazers 80, #19 Boston Celtics 75 | #20 Portland Trail Blazers 80, #19 Boston Celtics 75 |  | Cox Pavilion, Paradise, Nevada Arbitres : CJ Washington, Jaston Carter, Kevin Fahy | ESPN3 |
| 15 juillet | Boxscore | Score par quart-temps : 17–17, 27–18, 16–23, 20–17   |                                                      |                                                      |  | Cox Pavilion, Paradise, Nevada Arbitres : CJ Washington, Jaston Carter, Kevin Fahy | ESPN3 |
| 15 juillet | Boxscore | Pat Connaughton 23 Jake Layman 7 Pierre Jackson 8    | Points Rebonds Passes d.                             | Jaylen Brown 21 Jordan Mickey 13 Jackson, Walden 3   |  | Cox Pavilion, Paradise, Nevada Arbitres : CJ Washington, Jaston Carter, Kevin Fahy | ESPN3 |

| 15 juillet | Boxscore | #18 Milwaukee Bucks 89, #17 Houston Rockets 92     | #18 Milwaukee Bucks 89, #17 Houston Rockets 92 | #18 Milwaukee Bucks 89, #17 Houston Rockets 92        |  | Thomas & Mack Center, Paradise, Nevada Arbitres : Matt Kallio, Bharat Ramnanan, Gediminas Petraitis | NBA TV |
| 15 juillet | Boxscore | Score par quart-temps : 20–23, 24–15, 22–26, 23–28 |                                                |                                                       |  | Thomas & Mack Center, Paradise, Nevada Arbitres : Matt Kallio, Bharat Ramnanan, Gediminas Petraitis | NBA TV |
| 15 juillet | Boxscore | Ra'Shad James 19 Thon Maker 9 Malcolm Brogdon 5    | Points Rebonds Passes d.                       | Montrezl Harrell 20 Dekker, Harrell 8 Isaiah Taylor 7 |  | Thomas & Mack Center, Paradise, Nevada Arbitres : Matt Kallio, Bharat Ramnanan, Gediminas Petraitis | NBA TV |

| 15 juillet | Boxscore | #10 Atlanta Hawks 89, #8 Memphis Grizzlies 79      | #10 Atlanta Hawks 89, #8 Memphis Grizzlies 79 | #10 Atlanta Hawks 89, #8 Memphis Grizzlies 79    |  | Cox Pavilion, Paradise, Nevada Arbitres : Nick Meyer, Tyler Ford, John Butler | ESPN2 |
| 15 juillet | Boxscore | Score par quart-temps : 23–14, 14–19, 24–21, 28–25 |                                               |                                                  |  | Cox Pavilion, Paradise, Nevada Arbitres : Nick Meyer, Tyler Ford, John Butler | ESPN2 |
| 15 juillet | Boxscore | Bryce Cotton 18 Edy Tavares 10 Darington Hobson 6  | Points Rebonds Passes d.                      | Vince Hunter 18 Vince Hunter 8 Andrew Harrison 5 |  | Cox Pavilion, Paradise, Nevada Arbitres : Nick Meyer, Tyler Ford, John Butler | ESPN2 |

| 15 juillet | Boxscore | #22 Philadelphia 76ers 74, #12 Miami Heat 66       | #22 Philadelphia 76ers 74, #12 Miami Heat 66 | #22 Philadelphia 76ers 74, #12 Miami Heat 66 |  | Thomas & Mack Center, Paradise, Nevada Arbitres : Ray Acosta, Steven Perry, Andy Nagy | NBA TV |
| 15 juillet | Boxscore | Score par quart-temps : 21–20, 22–17, 20–16, 11–13 |                                              |                                              |  | Thomas & Mack Center, Paradise, Nevada Arbitres : Ray Acosta, Steven Perry, Andy Nagy | NBA TV |
| 15 juillet | Boxscore | Shawn Long 18 Long, Simmons 10 Ben Simmons 6       | Points Rebonds Passes d.                     | Damion Lee 17 Michael Carrera 10 Nic Moore 6 |  | Thomas & Mack Center, Paradise, Nevada Arbitres : Ray Acosta, Steven Perry, Andy Nagy | NBA TV |

| 15 juillet | Boxscore | #16 Golden State Warriors 74, #15 Dallas Mavericks 80 | #16 Golden State Warriors 74, #15 Dallas Mavericks 80 | #16 Golden State Warriors 74, #15 Dallas Mavericks 80          |  | Cox Pavilion, Paradise, Nevada Arbitres : Brett Nansel, John Conley, Suyash Mehta | ESPN2 |
| 15 juillet | Boxscore | Score par quart-temps : 14–20, 15–23, 20–18, 25–19    |                                                       |                                                                |  | Cox Pavilion, Paradise, Nevada Arbitres : Brett Nansel, John Conley, Suyash Mehta | ESPN2 |
| 15 juillet | Boxscore | Winston Shepard 17 Winston Shepard 6 David Laury 4    | Points Rebonds Passes d.                              | Chane Behanan 14 Jameel Warney 10 Collinsworth, Finney-Smith 3 |  | Cox Pavilion, Paradise, Nevada Arbitres : Brett Nansel, John Conley, Suyash Mehta | ESPN2 |

| 15 juillet | Boxscore | #13 Utah Jazz 92, #3 Los Angeles Lakers 88             | #13 Utah Jazz 92, #3 Los Angeles Lakers 88 | #13 Utah Jazz 92, #3 Los Angeles Lakers 88         |  | Thomas & Mack Center, Paradise, Nevada Arbitres : Steve Anderson, Randy Richardson, Nick Heater | NBA TV |
| 15 juillet | Boxscore | Score par quart-temps : 19–20, 20–24, 28–19, 25–25     |                                            |                                                    |  | Thomas & Mack Center, Paradise, Nevada Arbitres : Steve Anderson, Randy Richardson, Nick Heater | NBA TV |
| 15 juillet | Boxscore | Joel Bolomboy 20 Bolomboy, Pleiss 7 Dionte Christmas 4 | Points Rebonds Passes d.                   | Brandon Ingram 22 Ivica Zubac 11 Ingram, Munford 4 |  | Thomas & Mack Center, Paradise, Nevada Arbitres : Steve Anderson, Randy Richardson, Nick Heater | NBA TV |

#### Quarts de finale
| 16 juillet | Boxscore | #24 Minnesota Timberwolves 81, #1 Toronto Raptors 79 | #24 Minnesota Timberwolves 81, #1 Toronto Raptors 79 | #24 Minnesota Timberwolves 81, #1 Toronto Raptors 79 |  | Thomas & Mack Center, Paradise, Nevada Arbitres : Gediminas Petraitis, JB DeRosa, Phenizee Ransom | ESPNU |
| 16 juillet | Boxscore | Score par quart-temps : 20–15, 14–27, 23–23, 24–14   |                                                      |                                                      |  | Thomas & Mack Center, Paradise, Nevada Arbitres : Gediminas Petraitis, JB DeRosa, Phenizee Ransom | ESPNU |
| 16 juillet | Boxscore | Xavier Silas 22 Adreian Payne 10 Tyus Jones 8        | Points Rebonds Passes d.                             | Norman Powell 17 Delon Wright 8 VanVleet, Wright 3   |  | Thomas & Mack Center, Paradise, Nevada Arbitres : Gediminas Petraitis, JB DeRosa, Phenizee Ransom | ESPNU |

| 16 juillet | Boxscore | #5 Phoenix Suns 82, #4 Denver Nuggets 81                                | #5 Phoenix Suns 82, #4 Denver Nuggets 81 | #5 Phoenix Suns 82, #4 Denver Nuggets 81               | OT | Thomas & Mack Center, Paradise, Nevada Arbitres : Karl Lane, Jaston Carter, Brandon Adair | ESPN2 |
| 16 juillet | Boxscore | Score par quart-temps : 15–22, 19–15, 27–25, 18–17 ; prolongation : 3–2 |                                          |                                                        | OT | Thomas & Mack Center, Paradise, Nevada Arbitres : Karl Lane, Jaston Carter, Brandon Adair | ESPN2 |
| 16 juillet | Boxscore | Troy Williams 22 Alan Williams 16 Tyler Ulis 4                          | Points Rebonds Passes d.                 | Jamal Murray 29 Juan Hernangómez 12 Juan Hernangómez 4 | OT | Thomas & Mack Center, Paradise, Nevada Arbitres : Karl Lane, Jaston Carter, Brandon Adair | ESPN2 |

| 16 juillet | Boxscore | #7 Washington Wizards 85, #2 Chicago Bulls 88      | #7 Washington Wizards 85, #2 Chicago Bulls 88 | #7 Washington Wizards 85, #2 Chicago Bulls 88      |  | Thomas & Mack Center, Paradise, Nevada Arbitres : Vladimir Voyard-Tadal, Jacyn Goble, Jason Goldenberg | ESPN2 |
| 16 juillet | Boxscore | Score par quart-temps : 23–25, 15–18, 24–28, 23–17 |                                               |                                                    |  | Thomas & Mack Center, Paradise, Nevada Arbitres : Vladimir Voyard-Tadal, Jacyn Goble, Jason Goldenberg | ESPN2 |
| 16 juillet | Boxscore | Jarell Eddie 22 Aaron White 8 Nate Wolters 7       | Points Rebonds Passes d.                      | Bobby Portis 17 Denzel Valentine 10 Jerian Grant 8 |  | Thomas & Mack Center, Paradise, Nevada Arbitres : Vladimir Voyard-Tadal, Jacyn Goble, Jason Goldenberg | ESPN2 |

| 16 juillet | Boxscore | #14 Cleveland Cavaliers 91, #6 Brooklyn Nets 83                         | #14 Cleveland Cavaliers 91, #6 Brooklyn Nets 83 | #14 Cleveland Cavaliers 91, #6 Brooklyn Nets 83           | OT | Thomas & Mack Center, Paradise, Nevada Arbitres : Justin VanDuyne, Ray Acosta, John Butler | ESPN2 |
| 16 juillet | Boxscore | Score par quart-temps : 29–20, 12–21, 18–20, 24–22 ; prolongation : 8–0 |                                                 |                                                           | OT | Thomas & Mack Center, Paradise, Nevada Arbitres : Justin VanDuyne, Ray Acosta, John Butler | ESPN2 |
| 16 juillet | Boxscore | Jordan McRae 25 Kenny Gabriel 11 Kay Felder 4                           | Points Rebonds Passes d.                        | Sean Kilpatrick 25 Chris McCullough 10 Isaiah Whitehead 4 | OT | Thomas & Mack Center, Paradise, Nevada Arbitres : Justin VanDuyne, Ray Acosta, John Butler | ESPN2 |

#### Demi-finales
| 17 juillet | Boxscore | #24 Minnesota Timberwolves 93, #5 Phoenix Suns 83  | #24 Minnesota Timberwolves 93, #5 Phoenix Suns 83 | #24 Minnesota Timberwolves 93, #5 Phoenix Suns 83        |  | Thomas & Mack Center, Paradise, Nevada Arbitres : Douglas Christie, CJ Washington, JB DeRosa | ESPN2 |
| 17 juillet | Boxscore | Score par quart-temps : 19–23, 24–25, 24–18, 26–17 |                                                   |                                                          |  | Thomas & Mack Center, Paradise, Nevada Arbitres : Douglas Christie, CJ Washington, JB DeRosa | ESPN2 |
| 17 juillet | Boxscore | Tyus Jones 29 Adreian Payne 10 Toure' Murry 7      | Points Rebonds Passes d.                          | Troy Williams 24 A. Williams, T. Williams 6 Tyler Ulis 7 |  | Thomas & Mack Center, Paradise, Nevada Arbitres : Douglas Christie, CJ Washington, JB DeRosa | ESPN2 |

| 17 juillet | Boxscore | #14 Cleveland Cavaliers 79, #2 Chicago Bulls 85    | #14 Cleveland Cavaliers 79, #2 Chicago Bulls 85 | #14 Cleveland Cavaliers 79, #2 Chicago Bulls 85 |  | Thomas & Mack Center, Paradise, Nevada Arbitres : Tre Maddox, Brett Nansel, Aaron Smith | ESPN2 |
| 17 juillet | Boxscore | Score par quart-temps : 29–25, 17–11, 13–21, 20–28 |                                                 |                                                 |  | Thomas & Mack Center, Paradise, Nevada Arbitres : Tre Maddox, Brett Nansel, Aaron Smith | ESPN2 |
| 17 juillet | Boxscore | Kay Felder 22 McRae, Putney 6 Kay Felder 5         | Points Rebonds Passes d.                        | Cristiano Felício 18 Bobby Portis 9 3 joueurs 3 |  | Thomas & Mack Center, Paradise, Nevada Arbitres : Tre Maddox, Brett Nansel, Aaron Smith | ESPN2 |

#### Finale
| 18 juillet | Boxscore | #24 Minnesota Timberwolves 82, #2 Chicago Bulls 84                      | #24 Minnesota Timberwolves 82, #2 Chicago Bulls 84 | #24 Minnesota Timberwolves 82, #2 Chicago Bulls 84 | OT | Thomas & Mack Center, Paradise, Nevada Arbitres : Tre Maddox, Justin VanDuyne, Tyler Ford | ESPN |
| 18 juillet | Boxscore | Score par quart-temps : 13–18, 29–14, 16–27, 19–18 ; prolongation : 5–7 |                                                    |                                                    | OT | Thomas & Mack Center, Paradise, Nevada Arbitres : Tre Maddox, Justin VanDuyne, Tyler Ford | ESPN |
| 18 juillet | Boxscore | Tyus Jones 27 Adreian Payne 16 Tyus Jones 10                            | Points Rebonds Passes d.                           | Bobby Portis 26 Grant, Portis 10 Jerian Grant 5    | OT | Thomas & Mack Center, Paradise, Nevada Arbitres : Tre Maddox, Justin VanDuyne, Tyler Ford | ESPN |

### Classement final
| #  | Équipe                 | MJ | V | D | PCT   | QT   |
| -- | ---------------------- | -- | - | - | ----- | ---- |
| 1  | Chicago Bulls          | 7  | 7 | 0 | 100%  | 20   |
| 2  | Minnesota Timberwolves | 8  | 4 | 4 | 50,0% | 15.5 |
| 3  | Phoenix Suns           | 6  | 4 | 2 | 66,7% | 13.5 |
| 4  | Cleveland Cavaliers    | 7  | 4 | 3 | 57,1% | 15   |
| 5  | Toronto Raptors        | 5  | 4 | 1 | 80,0% | 13   |
| 6  | Denver Nuggets         | 5  | 3 | 2 | 60,0% | 13   |
| 7  | Brooklyn Nets          | 5  | 3 | 2 | 60,0% | 11   |
| 8  | Washington Wizards     | 5  | 3 | 2 | 60,0% | 10.5 |
| 9  | Atlanta Hawks          | 6  | 4 | 2 | 66,7% | 14   |
| 10 | Los Angeles Lakers     | 5  | 3 | 2 | 60,0% | 11   |
| 11 | Utah Jazz              | 6  | 3 | 3 | 50,0% | 13   |
| 12 | Miami Heat             | 6  | 3 | 3 | 50,0% | 12   |
| 13 | Dallas Mavericks       | 6  | 3 | 3 | 50,0% | 11   |
| 14 | Memphis Grizzlies      | 5  | 2 | 3 | 40,0% | 8.5  |
| 15 | Philadelphia 76ers     | 6  | 2 | 4 | 33,3% | 14.5 |
| 16 | Golden State Warriors  | 6  | 2 | 4 | 33,3% | 11.5 |
| 17 | NBA D-League Select    | 5  | 3 | 2 | 60,0% | 8.5  |
| 18 | San Antonio Spurs      | 5  | 3 | 2 | 60,0% | 8    |
| 19 | Houston Rockets        | 5  | 2 | 3 | 40,0% | 11   |
| 20 | Portland Trail Blazers | 5  | 2 | 3 | 40,0% | 6    |
| 21 | Boston Celtics         | 5  | 1 | 4 | 20,0% | 8.5  |
| 22 | Milwaukee Bucks        | 5  | 1 | 4 | 20,0% | 7.5  |
| 23 | New Orleans Pelicans   | 5  | 1 | 4 | 20,0% | 5    |
| 24 | Sacramento Kings       | 5  | 0 | 5 | 0%    | 6.5  |

### Leaders statistiques
| Joueur          | Équipe                 | PTS  |
| --------------- | ---------------------- | ---- |
| Trey Lyles      | Utah Jazz              | 29.0 |
| Devin Booker    | Phoenix Suns           | 26.0 |
| Jordan McRae    | Cleveland Cavaliers    | 24.3 |
| Kris Dunn       | Minnesota Timberwolves | 24.0 |
| Emmanuel Mudiay | Denver Nuggets         | 23.0 |

| Joueur          | Équipe               | REB  |
| --------------- | -------------------- | ---- |
| Alan Williams   | Phoenix Suns         | 11.2 |
| Thon Maker      | Milwaukee Bucks      | 9.6  |
| Cheick Diallo   | New Orleans Pelicans | 9.4  |
| Bobby Portis    | Chicago Bulls        | 9.4  |
| Michael Beasley | Houston Rockets      | 9.0  |

| Joueur          | Équipe                 | PAD |
| --------------- | ---------------------- | --- |
| Tyus Jones      | Minnesota Timberwolves | 6.8 |
| Devin Booker    | Phoenix Suns           | 6.5 |
| Tyler Ulis      | Phoenix Suns           | 6.3 |
| Emmanuel Mudiay | Denver Nuggets         | 6.0 |
| T. J. McConnell | Philadelphia 76ers     | 5.8 |

### Honneurs
All-NBA Summer League First Team
- Tyus Jones, Minnesota Timberwolves (MVP du tournoi)
- Jordan McRae, Cleveland Cavaliers
- Bobby Portis, Chicago Bulls
- Ben Simmons, Philadelphia 76ers
- Alan Williams, Phoenix Suns

All-NBA Summer League Second Team
- Jaylen Brown, Boston Celtics
- Thon Maker, Milwaukee Bucks
- Kelly Oubre, Washington Wizards
- Norman Powell, Toronto Raptors
- Tyler Ulis, Phoenix Suns

MVP de la finale: Jerian Grant, Chicago Bulls